# بیانات جهانیان و شاهدان عینی نسل‌کشی ارمنیان
بیانات جهانیان و شاهدان عینی از نسل‌کشی ارمنی‌ها که شامل لیستی از گزارش‌ها، گواهی‌ها و شاهدان عینی از نسل‌کشی ارمنیان و سخنان دیپلمات‌ها، مبلغان مذهبی، ژنرال‌های ارتش، و دیگران از ملیت‌های مختلف اظهار داشتند:

## شاهدان عینی نسل‌کشی ارمنی‌ها

### آرمین وگنر

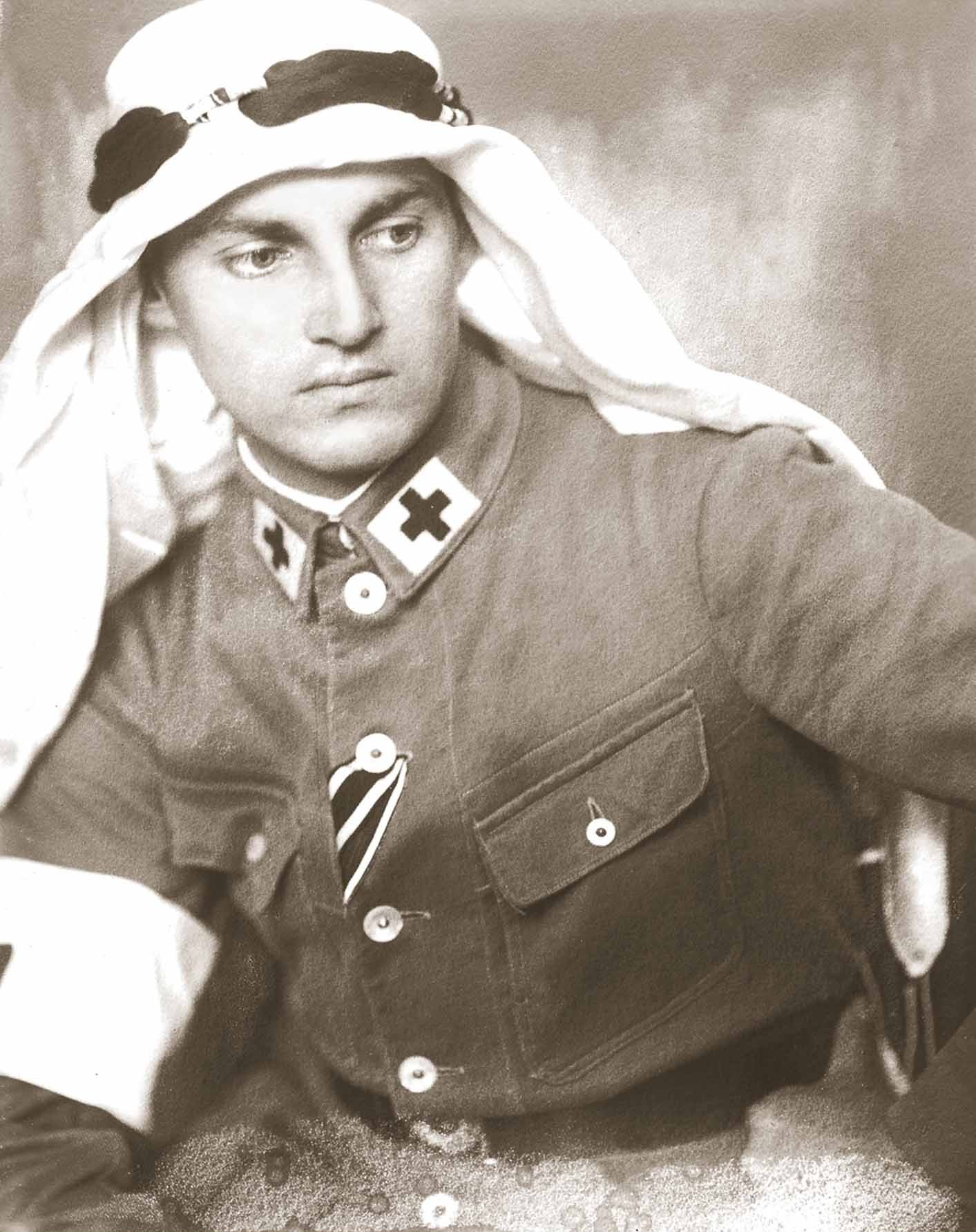
آرمین وگنر

در آوریل ۱۹۱۵، پیرو امضای پیمان نظامی بین ترکیه و آلمان به همراه گروه پزشکی برای خدمت در ارتش ششم عثمانی، که تحت فرماندهی ژنرال فیلد مارشال، کلمار فرایهر فن در گلتس بود، به خاورمیانه فرستاده شد. از همان ابتدا وگنر به تحقیق پیرامون شایعاتی که از منابع مختلف در مورد قتل‌عام ارمنیان شنیده بود پرداخت. در پاییز همان سال با درجهٔ افسری امکان مسافرت در آسیای صغیر را به دست آورد.
از کتاب «راه بی برگشت» می‌توان به مسیر مسافرت‌های او پی برد. مسیری که وگنر در آن به همراه کاروان‌های میلیونی رانده شدگان ارمنی از خانه و کاشانه خود قدم برمی‌داشت و مرگ هزاران کودک و زن و مرد را با چشمان خود می‌دید. مرگ میلیون‌ها انسان بی‌گناهی که در راه اجرای اهداف و آرمان‌های شوم پان‌ترکیسم صورت می‌گرفت روح و جان او را آزرده می‌کرد و این تنها شاهد جنایت‌ها و آدم‌کشی‌های از پیش تدارک دیده و برنامه‌ریزی شدهٔ ترک‌های جوان و سربازان و ژاندارم‌های ترک، را بر آن می‌داشت تا اطلاعات دست اول خود را جمع‌آوری کرده و به خارج از مرزهای ترک ارسال دارد. این مسیر از استانبول شروع و از رأس‌العین، موصل، بغداد، استان بابل، راکیم پاشا، کیلیکیه، ابوحراره، البوکمال، دیرالزور، رقه، مسکنه، حلب و استان قونیه به استانبول برمی‌گشت.
در حالی که ورود به کمپ‌های مرگ قربانیان ارمنی هم از طرف نژادکشان تُرک و هم از طرف متحدان آلمانی آن‌ها به شدت ممنوع اعلام شده بود تا کوچک‌ترین خبری به دنیای خارج درز نکند، آرمین وگنر در لباس افسر آلمانی تنها کسی بود که با محکومان به مرگ ملاقات و نامه‌ها و پیام‌های آنان و مدارک مختلف را جمع‌آوری می‌کرد.
از وضعیت آن‌ها با دوربین خودش عکس می‌گرفت، گفته‌های آن‌ها را یادداشت می‌کرد و از طریق کنسولگری‌ها و میسیونرهای خارجی آن‌ها را به اروپا و آمریکا می‌فرستاد. پس از کشف نامه‌ای خطاب به مادرش، که در آن دربارهٔ جنایت‌ها و آدمکشی‌های ترک‌های جوان شرح مفصلی ارائه کرده بود، ارتش آلمان او را دستگیر و برای مجازات او را به بخش مراقبت‌های پزشکی بیماران مبتلا به وبا انتقال داد؛ و بالأخره در دسامبر ۱۹۱۶ وگنر به شدت بیمار می‌شود و ارتش آلمان به ناچار او را به آلمان برمی‌گرداند.

### محمدعلی جمال‌زاده

محمدعلی جمال‌زاده

«با گاری و عربانه از بغداد و حلب به‌جانب استانبول به‌راه افتادیم. از همان منزل اول با گروه‌های زیاد از ارمنی‌ها مواجه شدیم که به صورت عجیبی که باورکردنی نیست و ژاندارم‌های مسلح و سوار تُرک آن‌ها را پیاده به جانب مرگ و هلاک می‌راندند. ابتدا موجب نهایت تعجب ما گردید ولی کم‌کم عادت کردیم که حتی دیگر نگاه هم نمی‌کردیم و الحق که نگاه کردن هم نداشت. صدها زنان و مردان ارمنی را با کودکانشان به‌حال زاری به ضرب شلاق و اسلحه پیاده و ناتوان به جلو می‌راندند. در میان مردها جوان دیده نمی‌شد چون تمام جوانان را یا به میدان جنگ فرستاده یا محض احتیاط (ملحق شدن به قشون روس) به‌قتل رسانده بودند. دختران ارمنی موهای خود را از ته تراشیده بودند و کاملاً کچل بودند و علت آن بود که مبادا مردان تُرک و عرب به جان آن‌ها بیفتند.
دو سه تن ژاندارم بر اسب سوار این گروه‌ها را درست مانند گلهٔ گوسفند به‌ضرب شلاق به‌جلو می‌راند. اگر کسی از آن اسیران از فرط خستگی و ناتوانی یا برای قضای حاجب به‌عقب می‌ماند. برای ابد به‌عقب مانده بود و ناله و زاری کسانش بی‌ثمر بود و از این‌رو فاصله به فاصله کسانی از زن و مرد ارمنی را می‌دیدیم که در کنار جاده افتاده‌اند و مرده‌اند یا در حال جان دادن و نزع بودند.
بعدها شنیده شد که بعضی از ساکنان جوان آن صفحات در طریق اطفاء آتش شهوات حرمت دخترانی از ارمنی‌ها را که در حال نزع بوده یا مرده بودند نگاه نداشته بودند. خود ما که خط سیرمان در طول ساحل غربی فرات بود و روزی نمی‌گذشت که نعش‌هایی را در رودخانه نمی‌دیدیم که آب آن‌ها را با خود نمی‌برد.
شبی از شب‌ها در جایی منزل کردیم که نسبتاً آباد بود و توانستیم از ساکنان آن بره‌ای بخریم و سر ببریم و کباب کنیم. دل و رودهٔ بره را همان نزدیکی خالی کرده بودیم. مایع سبز رنگی بود به شکل آش مایعی ناگهان دیدیم که جمعی از ارمنی‌ها که ژاندارم‌ها آن‌ها را در جوار ما منزل داده بودند، با حرص و ولع هرچه تمام‌تر به‌روی آن مایع افتاده‌اند و مشغول خوردن آن هستند. منظره‌ای بود که هرگز فراموشم نشده‌است. باز روزی دیگر در جایی اتراق کردیم که قافلهٔ بزرگی از همین ارامنه در تحت مراقبت سوارهای پلیس عثمانی در آنجا اقامت داشتند.
یک زن ارمنی با صورت و قیافهٔ مردگان به من نزدیک شد و به زبان فرانسه گفت: «تو را به‌خدا این دو نگین الماس را از من بخر و در عوض قدری خوراکی به ما بده که بچه‌هایم از گرسنگی دارند هلاک می‌شوند». باور بفرمائید که الماس‌ها را نگرفتم و قدری خوراک به او دادم. خوراک خودمان هم کم‌کم ته کشیده بود و چون هنوز روزها مانده بود که به حلب برسیم دچار دست‌تنگی شده بودیم.
به حلب رسیدیم. در مهمانخانهٔ بزرگی منزل کردیم که «مهمانخانهٔ پرنس» نام داشت و صاحبش یک نفر ارمنی بود. هراسان نزد ما آمد که جمال پاشا وارد حلب شده و در همین مهمانخانه منزل دارد و می‌ترسم مرا بگیرند و به قتل برسانند و مهمانخانه را ضبط نمایند. با التماس و تضرع درخواست می‌نمود که ما به نزد جمال پاشا که به قساوت معروف شده بود رفته وساطت کنیم. می‌گفت شما اشخاص محترمی هستید و ممکن است وساطت شما بی‌اثر نماند؛ ولی بی‌اثر ماند و چند ساعت پس از آن معلوم شد که آن مرد ارمنی را گرفته و به بیروت و آن حوالی فرستاده‌اند و معروف بود که در آنجا قتلگاه بزرگی تشکیل یافته‌است. خلاصه آن‌که روزهای عجیبی را گذراندیم. حکم یک کابوس بسیار هولناکی را برای من پیدا کرده‌است که گاهی به مناسبتی بر وجودم تسلط پیدا می‌کند و ناراحتم می‌سازد و آزارم می‌دهد.»
(ژنو - ۲۵ خرداد ۱۳۵۰ - سید محمدعلی جمال‌زاده)

### رضاعلی دیوان‌بیگی

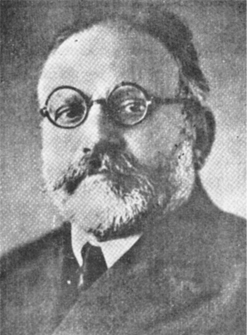
حسن اسفندیاری

رضاعلی دیوان‌بیگی، در مسافرت خود به باکو و تماس با مقامات محلی دولت عثمانی و خود از مشاهدهٔ رفتار عثمانیان نسبت به ارمنی‌ها سخت متأثر شده‌است، در ملاقات با رئیس ستاد لشکریان عثمانی به این جنایات اعتراض می‌کند:
«هنوز در گوشه و کنار شهر، ارمنی‌کشی با کمال شقاوت و قساوت ادامه داشت. تروریست‌های محلهٔ کارگران نفت چونی گورود که آن‌ها را قورشچی می‌نامیدند اطفال بی‌گناه ارمنی را کَت‌بَسته ردیف به زانو می‌نشاندند و شرط می‌بستند هر کس بتواند با یک ضربت قمه سر از تن آن فلک‌زده‌ها جدا کند هزار منات یعنی یک تومان ناز شست از دیگران بگیرد.»

### حسن اسفندیاری
«در تلگراف محتشم‌السلطنه به وزارت خارجهٔ ایران به رقم یکصد هزار ارمنی مقتول در استان ایغدیر و دیگر نواحی آناتولی اشاره دارد که به دست عثمانی‌ها قلع و قمع شدند. ارامنه‌ای هم که به نواحی شهرستان نقده در ایران پناهنده شده بودند مخوف و متوحش از تعقیب قشون عثمانی بودند.»

### یحیی دولت‌آبادی

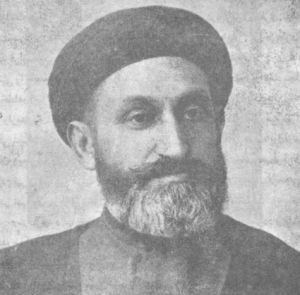
یحیی دولت‌آبادی

یحیی دولت‌آبادی در هنگام جنگ از راه آذربایجان و حلب به قسطنطنیه رفته و در راه اوضاع فلاکت‌بار ساکن عثمانی را به چشم دیده‌است، دربارهٔ وضع آن‌ها می‌نویسد:
«این جمعیت در صحراهای اطراف شط فرات از حلب تا آنات متفرق شدند. بعضی تلف شده و بعضی با حالت بسیار بد در خارج از آبادی‌ها در خرابه‌ها یا در زیر درختان و در سایهٔ چادرهای مندرس، زندگانی می‌نمایند. دختران آن‌ها به بهای بخس دادوستد می‌شوند. اطفال آن‌ها اغلب به گدایی برای یک لقمه نان به عابرین زحمت می‌دهند. اگر چه مسیحیان متمول اکنون بی‌نوایند جزای اعمال ناهنجار خویش است که می‌بینند و امکانات دهری است که به آن‌ها می‌رسد لکن دیدار اوضاع و احوال آن‌ها دلخراش است و تنها دلخوشی این بدبختان این است که جنگ تمام شود به خانه‌های خود بازگشت نمایند.
ارمنی‌های آواره شده شاید زیاده از دویست هزار نفر بوده باشند. هر جا قافلهٔ ما ایست می‌کرد مخصوصاً در نزدیک آبادی‌ها اطفال کوچک دختر و پسر این قوم اطراف ما جمع می‌شدند برای گرفتن لقمه نان و دیده می‌شد که بعضی از آن‌ها در همان حال هجوم آوردن برای گرفتن نان غش کرده برزمین می‌افتادند و بعضی از آن‌ها می‌مردند.»

### عبدالحسین شیبانی
عبدالحسین شیبانی ملقب به وحیدالملک از رجال سیاسی و استادان دانشگاهی ایران است. وی در دوران مهاجرت سیاسی سال ۱۲۹۴ هجری شمسی مصادف با ۱۹۱۵ میلادی شاهد عینی نسل‌کشی ارمنی‌ها بوده‌است. وی مشاهدات خود را در کتابی به‌نام «خاطرات مهاجرت» نگاشته‌است.
صفحهٔ ۸۲ کتاب:
«ظلم سربازگیری در اینجا زیاد است. از منطقهٔ حدیثه به آن طرف خانواده‌های ارمنی در بیابان‌ها متفرق و از گرسنگی جان می‌سپارند. یک دختر پنج شش سالهٔ ارمنی را خود می‌خواستم به دو لیره بخرم، اما عربی نیم لیره بالا کرده او را خرید. مادرها بدین طریق دخترهای نازنینشان را مفت به مسافرین می‌بخشند که از گرسنگی و فشار ترک‌ها خلاص شوند.»
صفحهٔ ۸۶ کتاب:
«چیزی که امروز جلب توجه می‌کند وجود عده‌ای از ارمنیان می‌باشد. این‌ها مقدمهٔ گروه ارامنه‌اند که از اطراف بغاز داردانل به کنار فرات رانده شده‌اند. بچه‌های زیادی دارند. بیشتر آن‌ها از طبقهٔ کشاورز می‌باشند. چند نفر از آن‌ها تمام روز پیش ما بودند. بدیهی است اهالی محل و به‌خصوص مأمورین دولت خوش نداشتند که ما با آن‌ها صحبت کنیم. بیم آن هم بود که پس از رفتن ما آن‌ها را اذیت کنند. یکی از آن‌ها می‌گفت در اول دولت نفری یک قران هر روز به آن‌ها اعاشه می‌داد ولی سه ماه گذشته بود که آن اعاشه هم قطع گردید. این بیچاره‌ها در زیر درختان خرما منزل دارند.»
صفحهٔ ۸۷ و ۸۸ کتاب:
«بعدازظهر مدتی از سیاست صحبت می‌کردیم مخصوصاً راجع به ارمنی‌ها صبحت در میان بود. دولت عثمانی می‌گفت تقصیر از خود ارمنیان است. بعضی دیگر از دولت عثمانی تنقید می‌کردند.»
چهارشنبه ۲۱ ژوئن:
«در اول منزل دیشب راه صاف بود ولی بعد به پست و بلندی افتاده مورث زحمت گردید. سه چهار پل‌های شکسته روی گودال‌های عمیق زده‌اند که باعث خطر زیاد می‌باشد، در اینجا ارمنی‌ها را به پل‌سازی بازداشته بودند.»
صفحهٔ ۹۰ و ۹۱ کتاب:
«در نزدیکی ابوکمال سایبان‌ها و چادرهای زیاد از ارمنی‌ها دیده می‌شد. حالت این‌ها فی‌الحقیقه تأثرآور است. عدهٔ زیادتری از آن‌ها زن و بچه هستند. معدودی مردهای کهن‌سال میان آن‌ها دیده می‌شوند. همین که ما نزدیک شدیم عدهٔ زیادی دور ما را گرفته با صدای بلند پول و خوردنی طلب می‌کردند. ما هر قدر پول خرد داشتیم به آن‌ها دادیم ولی متأسفانه این جزئی پول نمی‌توانست صدها مردم عریان و گرسنه را از چنگال بدبختی نجات دهد.»
«پیرزنی میان آن‌ها با گریه به زبان ترکی می‌گفت خانه‌های ما را خراب کردند و آنچه هم مانده بود به اسرای انگلیسی و فرانسوی داده ماها را به صحراها بدین حالت انداخته‌اند، چرا ماها را یک دفعه نکشتند تا بدین ترتیب زجرکش نشویم. زنی را دیدم بچهٔ کوچکی در بغل داشت، هر دو گریه‌کنان فریاد از گرسنگی می‌زدند.»
صفحهٔ ۱۲۳ کتاب:
«ملاقات با طلعت‌بیک به کلی دوستانه بود. وقت برخاستن هم تا دم در به مشایعت ما آمد. سپس به مرکز حزب (اتحاد و ترقی) رفته آقایان مدحت شوکت و دکتر ناظم‌بیک که از اعضای مهم حزب اتحاد و ترقی هستند ملاقات و مدتی با آن‌ها صبحت کردیم. از ارامنه صحبت به میان آمد. دکتر ناظم‌بیک از آن‌ها خیلی تکذیب می‌کرد. می‌گفت باید موضوع ارمنیان در این جنگ حل شود و برای بعد از جنگ نماند. ملاقات با حضرات یک ساعت طول کشید.»

### عیال ظهیر همایون
عیال ظهیر همایون، که یونانی‌الاصل بود با اطفال کوچکش در خانهٔ اقوامش که مقیم باکو بود، می‌زیست. او دوست فرمانده نظامی شهر «میر آلای ناظم بیگ» بود در یادداشت‌های نویسنده هنگام به باکو از خشونت‌های عثمانی در قبال ارمنی‌های مقیم باکو می‌نویسد:
«در اواخر تابستان، قشون ترک موفق گردید باکو را بگیرد. من بیست و چهار ساعت بعد شبانه با یک قطار سرباز بر عازم آن شهر شدم. صبح آن شب آفتاب تازه طلوع کرده بود که از ایستگاه راه‌آهن باکو با کمک دژبانان تُرک، یک درشکه مرا به قنسولخانه ایران رساند. شهر خالی از جمعیت به نظر می‌آمد. در بعضی نقاط تعفن اجساد ارمنی‌های کفن و دفن نشده هوا را مسموم نموده بود. در آن سفر دو چیز باعث تأثر و تحیر گردید. یکی جریان کوچ چند صد هزار خانوار ارمنی نگون‌بخت که پس از وقوع قتل و غارت ارمنیان در ولایت وان این‌ها را که بیشتر زن و بچهٔ گرسنه و برهنه و پیرزن‌های علیل و ذلیل بودند. سربازان تُرک به وضع فجیع زیر آفتاب سوزان پای پیاده شهر به شهر می‌گرداندند.»

### محمد جلال بیگ

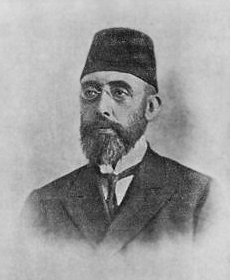
محمد جلال بیگ

«در قونیه من مردی تنها بودم که کنار رود به هیچ وسیلهٔ نجاتی ایستاده بودم، اما در رود به جای آب، خون روان بود و هزاران کودک بی‌گناه، پیرمرد بی‌تقصیر، زن عاجز در آن غرقه بودند و مردان جوان قوی هیکل بر سر راهشان ایستاده بودند تا نگذارند کسی جان به در برد. من هر چند را که توانستم با دستانم بیرون کشیدم و نجات دادم اما بقیه، با جریان آب به پایین رانده شدند و هیچ‌کدام زنده نماندند.»

### هنری مورگنتاو

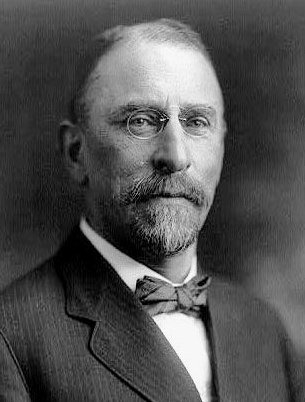
هنری مورگنتاو

«وقتی مقامات ترک دستور این تبعیدها را صادر کردند، در واقع حکم نابودی و مرگ کامل یک قوم را به اجرا درمی‌آوردند. آن‌ها این موضوع را خوب درک می‌کردند و در گفت‌وگوهایی که با من داشتند، هیچ تلاشی را در مخفی نگه داشتن این حقیقت نمی‌کردند.
جزئیات وحشتناک این نسل‌کشی را به هیچ وجه شرح نداده‌ام، چرا که توصیف کامل اعمال سادیسمی‌ای که در مورد قربانیان ارمنی روا شد، در هیچ‌یک از نشریات آمریکایی قابل چاپ نبود. این جنایات، هرآنچه منحرف‌ترین غرایض و فکر انسان می‌توانست ابداع کند و هر آزار، اذیت و بی‌عدالتی که به پست‌ترین فکر و تخیل انسانی می‌توانست خطور کند، سهم بدبختی این ملت وفادار و صدیق شد.
مطمئن هستم که بشر در تمام طول تاریخ هرگز شاهد چنین واقعهٔ دهشتناکی نبوده‌است.
بزرگ‌ترین قتل‌عام‌ها و آزار و اذیت‌های اجتماعی گذشته در مقابل درد و رنج حاصل از نژادکشی ارمنیان تقریباً ناچیز است.»

### اسکار هایزِ

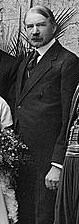
اسکار هایزِ

«روز ۲۶ ژوئن جارچی‌ها خبر تبعید ارمنی‌های شهر را در کوچه‌ها و خیابان‌ها جار زدند. روز اول ژوئیه در خیابان‌ها تا چشم کار می‌کرد ژاندارم‌های تفنگ به دست دررفت‌وآمد بودند و خشونت رفتارشان اعجاب‌انگیز بود. ارمنیان را در گروه‌های صد نفری در یک نقطه جمع می‌کردند و سپس آن‌ها را به‌طرف ارزروم حرکت می‌دادند. از طرابزون بیش از ۶۰۰۰ نفر اخراج شدند. در خلال راهپیمایی هر کس که از سر خستگی یا علت دیگر از گروه عقب بماند با سرنیزه به جلو رانده می‌شود.
آن‌ها که مختصر مقاومتی از خود نشان دهند درجا کشته می‌شوند. جسد این قبیل افراد را یا در همان محل رها می‌کنند یا به رودخانه می‌اندازند. ارمنی بودن به تنهایی کافیست تا مأموران دولتی به شخص به‌صورت یک جانی نگریسته و درصدد آزار و شکنجه و تبعید وی برآیند. در آغاز گفته می‌شود که بیماران از تبعید معاف‌اند و سالخوردگان اعم از زن و مرد، زنان باردار و کارمندان ارمنی دولت نیز تبعید نمی‌شوند ولی به‌زودی معلوم شد که همهٔ این حرف‌ها فقط و فقط شایعه بود چه به‌زودی بیماران، پیرزنان و پیرمردان نیز از شهر اخراج گردیدند.
ظن غالب بر این است که این گروه را مأموران در رودخانه غرق خواهند کرد تا به کارهای واجب‌تر دیگر بپردازند. در نخستین روز اخراج عمومی ارمنی‌های ترابوزان، تعداد زیادی از ارمنیان من‌جمله اعضای کمیتهٔ ارمنی شهر را سوار یک قایق بزرگ نموده و به سوی سامسون حرکت دادند. یک تُرک بعدها در این باره گفت: قایق حامل اعضای کمیتهٔ ارمنی ترابوزان کمی بعد از آن‌که از شهر دور شد با قایق دیگری که سرنشینان آن را ژاندارم‌های مسلح تشکیل می‌دادند روبه‌رو می‌شود.»

### یاکوپ کونتسلر
با فرا رسیدن ماه اوت انتقال ارمنیانی که از مدت‌ها پیش در گوشه و کنار شهر زندانی بودند آغاز شد. انتقال به کجا؟ به یقین به سوی مرگ.
«در روز ۱۹ اوت یک مأمور پلیس در جریان یک مأموریت بازجوئی به قتل می‌رسد، مأمورین آن را بهانه کرده و جریان را به والی دیاربکر گزارش می‌دهند. او نیز بدون معطلی دستور قتل‌عام کلیهٔ ارمنیان شهر را صادر می‌کند. با فرارسیدن شب، بیش از صد ارمنی جان خود را از دست دادند. روز بعد مأموران صد ارمنی دیگر را در نقطه‌ای واقع در شمال اورفا گردن زدند؛ و روز بعد نیز چهارصد ارمنی کشته شدند. تقریباً هر کسی که می‌توانست فرار کند از شهر خارج شد. اما نتوانستند خارج از شهر جان سالم به‌در ببرند.»

### مری لوئیز گرافام
مری لوئیز گرفام مدیر آمریکایی مدرسهٔ شهر سیواس که با یک گروه ۵۰ نفری از کودکان ارمنی به تبعید رفتند می‌نویسد:
«در شب دوم تبعید دیدم که سربازان تُرک پیشاپیش خود را به روستاهای سر راه می‌رساندند و با روستائیان حرف می‌زدند؛ و ناپدید می‌شدند وقتی کاروان به روستا می‌رسید روستائیان حمله کرده و شروع به آزار و اذیت می‌کردند؛ و اموال کاروان را به سرقت می‌بردند. هنگامی که به منطقهٔ کانگال ولایت سیواس رسیدیم مردها را از کاروان جدا کردند، برخی زنان را به‌زور مسلمان کردند و مابقی را به ادامهٔ تبعید وادار کردند. شب را در قاضی ماهرا گذراندیم و در آن‌جا شنیدیم که درهٔ واقع در کنار شهر مملو از اجساد به خاک نسپردهٔ ارمنیان است. چند روز دیگر به راه‌پیمایی ادامه دادیم تا در نهایت به پل تکمه سور رسیدیم. منظرهٔ هولناکی دو سوی رودخانه ما را بر جای میخکوب کرد. به هر گوشه که می‌نگریستیم اجساد مردگان ارمنی پراکنده بود. بوی تعفن همه جا را فرا گرفته بود. در راه تبعید علاوه بر قساوت سربازان تُرک، معضل دیگر هجوم و آزار و اذیت مردان و زنان کُرد بود. این کُردهای جنایتکار و سارق حتی به بدن‌های نیمه‌جان و در حال نزع پیرزنان ارمنی نیز رحم نمی‌کردند و لباس‌های آن‌ها را به قصد پیدا کردن پول و اشیاء قیمتی وارسی می‌کردند.»

### ویلهلم لیتن
ویلهم لیتن سرکنسول آلمان در تبریز در کتاب خاطرات خود که در ایران با نام خاطرات لیتن چاپ شده‌است در هنگام سفر به عثمانی و در راه بغداد به حلب، مشاهدات روزانهٔ خود را از ۱۷ ژانویه تا ۶ فوریه در یک نامه و چنین بیان می‌کند:
گزیده‌ای از مشاهدات روزانه:
۲۵ ژانویه: در بین راه یک کاروان ۵۰ نفری از ارمنیان را مشاهده کردم که تماماً مرد و تحت نظارت ژاندارمری در حال عزیمت به دیرالزور بودند. رانندهٔ واگن ما می‌گفت، خوب شد که هوا سرد است و گرنه اگر هوا گرم بود بوی تعفن اجساد ارمنیان را که در جاده افتاده و گندیده‌اند نمی‌شد تحمل کرد.

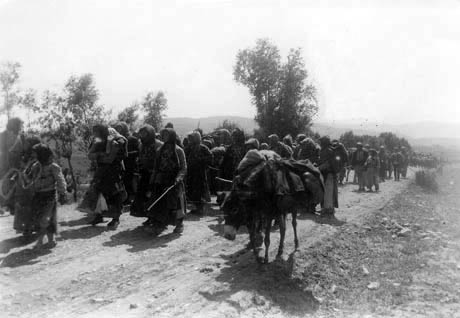
تبعید ارمنیان شهر ارزروم، عکس از ویکتور پیچمن

۲۸ ژانویه: در صلاحیه به چهار افسر آلمانی که عازم بغداد بودند روبه‌رو شدم. آن‌ها به من اطمینان دادند که آن مناظر مخوفی که در راه دیرالزور و حلب شاهد آن بوده‌اند در هیچ میدان جنگی نه در شرق و نه در غرب تا به حال ندیده‌اند.
۳۰ ژانویه: دیرالزور، من در این راه انسان‌های گرسنه، تشنه، بیمار، محتضر و همچنین مردگان و صاحب سوگ را در کنار اجساد تر و تازه مشاهده کردم.

### ویکتور پیچمن
ویکتور پیچمن دربارهٔ ارمنیان و نسل‌کشی در سال‌های ۱۹۲۷ و ۱۹۴۰ دو کتاب منشر نموده‌است او در کتاب خود می‌نویسد:
«ما در شهر ارزروم بودیم. اهالی ارمنی ارزروم که بسیاری از آنان پیاده به طرف شهر بایدبرت (شهر بایبورد امروزی) می‌بردند. ما گروهی از آنان که افراد مسن و زن را تشکیل می‌دادند کمک کردیم به شهر رساندیم که سربازان تُرک ما را به زور و تهدید اسلحه متوقف کردند و آن ارمنیان را دستگیر و به زندان شهر یرزنکا (ارزنجان امروزی) بردند.»

### ماریا یاکوبسن
ماریا یاکوبسن در طول اقامت خود در شهر شاهد کشتار ارمنیان بوده و کتابی ۶۰۰ صفحه‌ای از خاطرات خود را نگاشته و علاوه بر خاطرات عکس‌هایی از زنان و کودکان ارمنی تهیه نموده‌است.
ماریا در بین ارمنیان به (مایریک به معنی مادر) معروف بوده‌است. او به پاس تلاش‌های انسان‌دوستانه و نجات هزاران زن و کودک به چندین مدال نائل شده‌است. ماریا از طریق سازمان‌های انسان‌دوستانه و با جمع‌آوری اعانه در آمریکا، نروژ، دانمارک و سوئد توانست ۲۰۸ کودک ارمنی را در بیروت اسکان دهد علاوه بر آن یک یتیم‌خانه به نام آشیانهٔ پرنده‌ها در شهر «جبیل»، لبنان تأسیس نمود.
مادر ماریا در سال ۶ آوریل ۱۹۶۰ فوت کرد و بر اساس وصیت‌نامه‌ای که او نوشته بود ماریا را در حیاط همان یتیم‌خانه دفن کردند.

### روت پارملی
روت پارملی در سال ۱۹۱۴ میلادی به همراه هیئتی از آمریکا برای مأموریت‌های خارجی به شهر خارپرت، می‌رود. او در مدت کوتاهی می‌تواند در کالج آمریکایی – ارمنی (یِپرات) زبان ارمنی و ترکی را فرا بگیرد. وی فعالیت‌های انسان‌دوستانهٔ متعددی انجام می‌دهد که از آن فعالیت‌ها می‌توان به: «کمک به مهاجرین زن یونانی در بیمارستان سالونیک، یونان. و کمک به زنان باردار ارمنی در بیمارستان آمریکایی شهر خارپرت اشاره کرد.»
پرستار پارملی در دفتر خاطرات خود که طی قتل‌عام او در شهر خارپرت سکونت داشته نوشته‌است. (در سال ۱۹۶۷میلادی دفتر خاطرات پارملی به صورت کتابی به نام «پیشگام در درهٔ فرات» به تلاش دانشگاه کومیتاس در انگلستان به چاپ می‌رسد). همچنین علاوه بر این کتاب، کتاب دیگری به نام «جنایات ترکیه» نوشتهٔ جیمز بارتون در سال ۱۹۹۸م به چاپ رسیده که نوشته‌های پرستار پارملی در آن کتاب هم ذکر شده‌است.
«من تنها پرستار شهر خارپرت بودم و در مراحل آغاز قتل‌عام شاهد دستگیری روشن‌فکران ارمنی شهر خارپرت بودم. در تاریخ ۱ مه ۱۹۱۵ گروهی از ارمنی‌ها که شامل بازرگانان، کشیش، استادان دانشگاه و غیره بودند، دستگیر شدند. هر چند تعداد کمی از مردان با نفوذ ارمنی شبانه از شهر گریخته بودند. آنان را در زندان خارپرت که سلول‌های تنگ آن بزرگ‌تر از یک صندوقچه نبود انداخته بودند. آنان تحت شکنجه و فشار روانی و جسمی قرار داشتند. من یک بار برای مداوای آنان به زندان رفتم. او در دفتر خاطرات خود به نام‌های (تنکجیان، سوقیگیان، بوجانسانیان و پروفسور دونابد لولجیان) اشاره می‌کند.»
او در ادامه می‌نویسد:
«مردان میانسال و مسن خارپرت را به زندان دیگری در حوالی آن شهر به نام (مِزْرِه) فرستاده بودند. در میان آنان به مردی برخوردم که نام آن هاکوپ بنیان بود. مردی ضعیف و خسته از راهپیمایی طولانی. هاکوپ برای پرستار پارملی تعریف می‌کند: زمانی که افسران برای دستگیری او به خانه‌اش آمده بودند از آنان خواسته بود که او را بکشند چون او نمی‌تواند مسافت طولانی را راهپیمایی کند. او به همراه همسر و سه دخترش مجبور به تبعید شده بودند.»
«هنگامی که به شهر اورفا (در مرز ترکیه – عراق) رسیدیم، زنان بسیاری را دیدم که از فرط گرسنگی و تشنگی بیهوش شده بودند؛ و بسیاری از زنان حتی لباس در تن نداشتند.»
«به من دیگر اجازه نمی‌دادند برای مداوای زندانیان به زندان خارپرت بروم. خبرهای شکنجهٔ زندانیان از طریق یک داروفروش به ما می‌رسید. ما اطلاع پیدا کردیم که تعداد زندانیان ۸۰۰ نفر می‌باشند و قرار است آنان در چهار گروه دویست نفری تبعید شوند. در حالی که مردان در زندان هستند در میدان مرکزی شهر زنان و کودکان و جوانان آن شهر را جمع کرده بودند و آمادهٔ تبعید بودند.»
پرستار پارملی در ادامه می‌نویسد: «توصیف شرایط تبعیدشدگان بسیار آزاردهنده و دردناک است. جمعیت بسیاری از پسران نوجوان، زنان و کودکان ارمنی از خانه و کاشانهٔ خود تبعید شدند بدون هیچ دسترسی به آب و غذا به قصد مرگ وادار به راهپیمایی در مسیرهای طولانی شدند؛ که بسیاری از این تبعیدشدگان کشته شده یا برای مقاصد دیگر ربوده شدند.»

### ویلیام ساچتلبن
ویلیام ساچتلبن بعد از به تصویر کشیدن قربانیان قتل‌عام ارمنی‌های شهر کارین در ۳۰ اکتبر ۱۸۹۵ میلادی در هنگام دفن دسته‌جمعی در گورستان آن شهر در (بعدازظهر جمعه ۱ نوامبر) می‌نویسد:

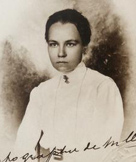
آنا هدویگ بول

«آنچه که من با چشمان وحشت‌زدهٔ خود دیدم برای همیشه در ذهنم حک شد؛ وحشتناک‌ترین صحنه‌ای که فردی می‌تواند مشاهده نماید. من با نمایندهٔ سفارت انگلستان، یک سرباز، مترجم خودم و یک عکاس به گورستان رفتیم. جمعیت انبوهی که اکثرشان ارمنی بود برای خاکسپاری در آنجا جمع شده بودند و مرا که در حال عکس گرفتن از کشته‌شدگانشان بودم نظاره‌گر بودند. در امتداد دیوار گورستان ۳۲۱ جسد که بسیاری از آنان متلاشی و مثله شده بود جمع کرده بودند؛ با چشمان خود دیدم اجسادی را که گردن یا دست آنان را با شمشیر قطع کرده یا اجسادی که سوخته شده بودند.»

### آنا هدویگ بول
آنا هدویگ بول بین سال‌های ۱۹۱۱ تا ۱۹۱۶ در شهر ماراش و کیلیکیه بود او توسط مؤسسه‌های بشردوستانه به کمک هزاران زن و کودک یتیم ارمنی شتافت تا از مرگ و دزدیدن آنان توسط سربازان عثمانی جلوگیری کند به‌طوری‌که اهالی شهر ماراش در سال ۱۹۱۶ شهر خود را «شهر یتیمان» می‌نامیدند.
آنا هدویگ بول در سال ۱۹۲۱ به شهر حلب – سوریه رفت و یک اردوگاه برای پناهندگان بازمانده از نسل‌کشی ایجاد نمود او همچنین یک بیمارستان به کمک پزشکان اروپایی برای درمان زنان و کودکان بیمار ارمنی و یک مدرسه برای تحصیل آنان و یک بنگاه کار برای کسب درآمد برای بهبود زندگی پناهندگان ایجاد نمود. بازماندگان از نسل‌کشی، او را «مادر ارمنی» نام نهادند. در سال ۱۹۵۱ بسیاری از پناهندگان به کمک او به ارمنستان شرقی تحت حاکمیت شوروی بازگشتند.

## بیانات جهانیان دربارهٔ نسل‌کشی ارمنی‌ها

### مصطفی کمال آتاترک
«این پسمانده‌های حزب ترکان جوان سابق که می‌بایستی پاسخگوی میلیون‌ها تن از اتباع مسیحی کشورمان که به صورت انبوه از خانه‌های خود رانده شدند و به طرز وحشیانه‌ای به قتل رسیدند، از قانون جمهوریت سرکشی می‌کنند. آن‌ها تاکنون از راه غارت و چپاول، سرقت و رشوه‌خواری، ارتزاق نموده‌اند و نسبت به هر اندیشه یا پیشنهادی جهت قبول انجام کار مفید و امرار معاش از راه عرق جبین، ابراز مخالفت می‌کنند.»

### آدولف هیتلر

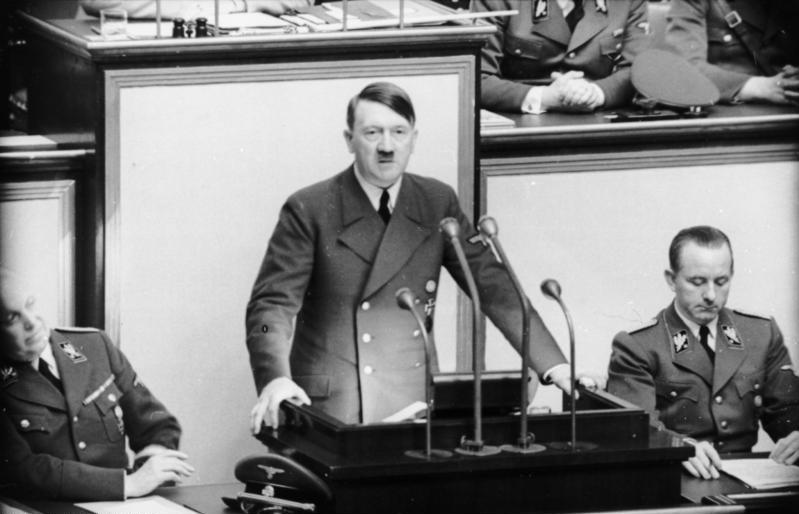
آدولف هیتلر در حال سخنرانی در مجلس آلمان

«من به جوخه‌های مرگ فرمان داده‌ام تا بی هیچ رحم و شفقتی مردان، زنان و کودکان نژاد لهستانی را نابود کنند. تنها به این طریق می‌توانیم سرزمین‌های حیاتی‌مان را به‌دست آوریم و حالا امروز چه کسی کشتارها و نابودی ارمنیان را به یاد می‌آورد.»

### پالاویچینی
پالاویچینی ۲۴ ژوئن ۱۹۱۵:

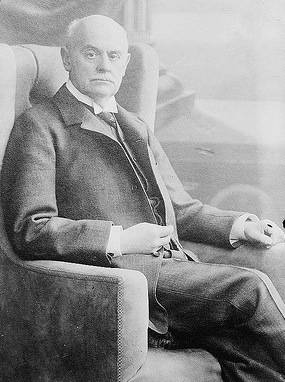
پالاویچینی

«شکی نیست که عملکرد دولت ترکیه در قبال ارمنیان اشتباه است، من توجه وزیر اعظم ترکیه را به این موضوع جلب کردم زمانی فرا خواهد رسید که ترکیه به خاطر این سیاست نابودسازی یک ملت مفید پاسخگو خواهد بود. لیکن اخیراً فرمان وزارت جنگ نیز واصل شد که بر اساس آن ارمنیان با هر مذهب که باشند باید جابه‌جا شوند تا هیچ‌کجا جمعیت آن‌ها بیش از ۵ درصد جمعیت نباشد.»
پالاویچینی ۱۰ مارس ۱۹۱۶:
«متأسفانه مقامات دولت ترکان جوان که تحت لوای این انجمن، خود را در عملی ساختن طرح نابودسازی ملت ارمنی مقتدر احساس می‌کردند، از اوضاع استفاده کردند تا علیه قومیت‌های غیر تُرک دست به شدیدترین اقدامات بزنند طلعت پاشا و اسماعیل انور و طرفداران آن‌ها تنها در شرایط جنگی می‌توانستند به نابودسازی ارمنیان اقدام ورزند؛ و اگر دولت در صدد برمی‌آمد تا باقی‌ماندهٔ این قوم را نابود سازد و به‌وسیلهٔ آن مسئلهٔ ارمنی را کلاً محو نماید این امر کاملاً با تمایلات ملت ترکیه هماهنگی داشت. به نظر من کشتار ارمنیان یه‌صورت لکهٔ ننگ جاودانی برای دولت‌های ترکیه باقی خواهد ماند.»
پالاویچینی ۲۴ مارس ۱۹۱۷:
«اخیراً وزیر جاویدبیگ هنگام گفتگو با من کشتار ارمنیان را بزرگ‌ترین اشتباه کابینهٔ قبلی قلمداد کرد. او گفت که از نظر سیاسی میل به تعقیب و نابودسازی همهٔ ملیت‌ها اشتباه است.»

### فریتیوف نانسن

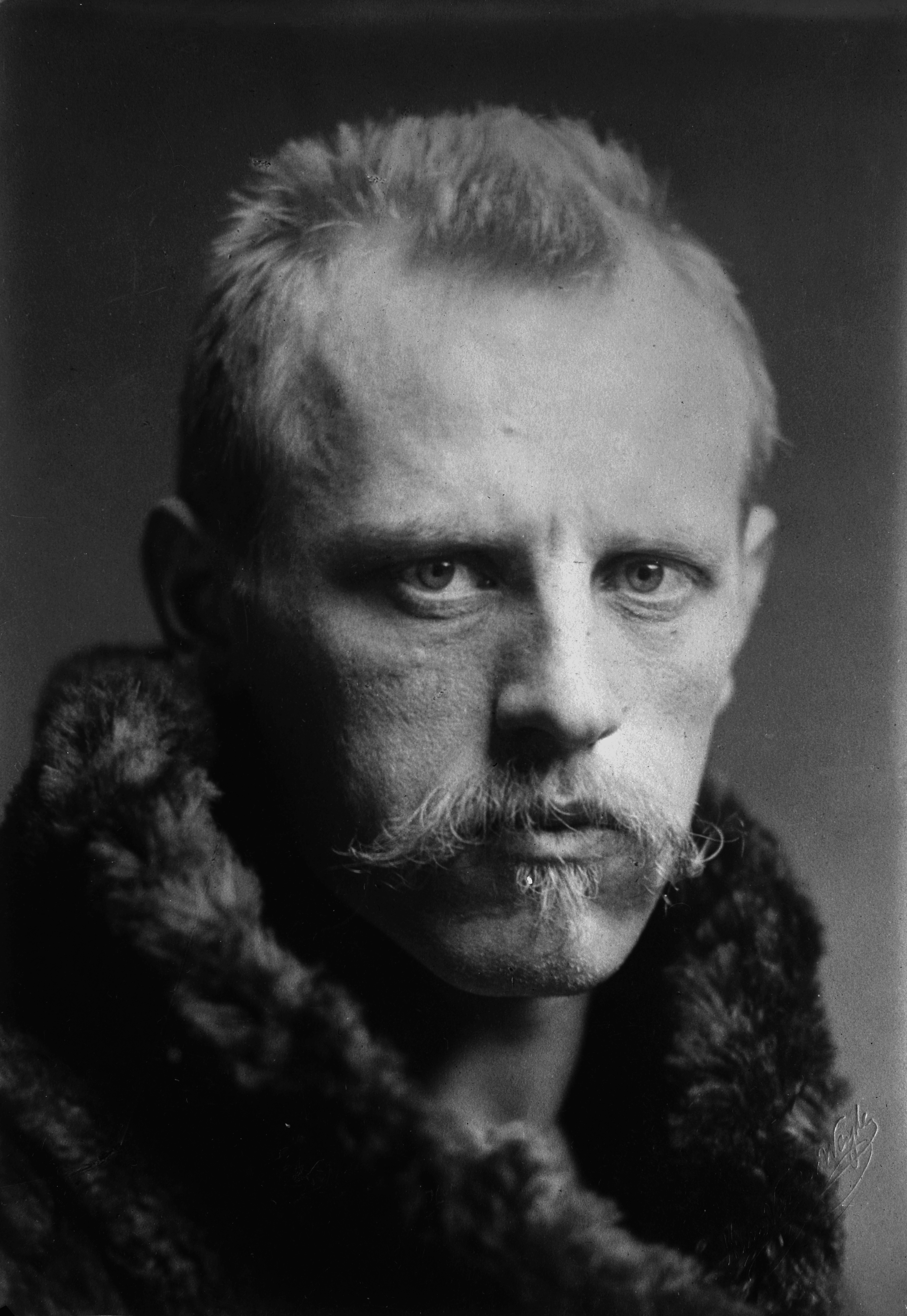
فریتیوف نانسن

«به گفتهٔ یکی از شاهدان خارجی، تشکیل ستون‌های تبعید، که در واقع پوششی بود برای قتل‌عام، ماهیتی داشت بی‌نهایت سبعانه و بی‌رحم. قربانیان ارمنی با تحمل فجیع‌ترین اعمال غیرانسانی، به تدریج با مرگ روبه‌رو می‌شدند، درحالی‌که ترکان برای حفظ آبروی مقامات، این نقشه‌های رذیلانه و وحشیانه را به‌عنوان یک اقدام ضروری نظامی زمان جنگ توجیه و وانمود می‌کردند. در گرم‌ترین ایام سال، یعنی از ماه ژوئن تا اوت ۱۹۱۵ م، که احتمال هلاکت محکومان بیش از پیش بود، صفوف بلند قربانیان در راهی بی‌پایان، از تمامی ولایت‌ها و شهرهای ارمنی‌نشین به طرف بیابان‌های جنوب گسترده بود.»

### اسماعیل رائین
«دولت عثمانی سعی می‌کرد به این فجایع و تجاوزات، عنوان مهاجرت بدهد. آنان بسیاری از آبادی‌ها را یکجا وادار به تخلیه می‌کردند و حتی مسئولان و مقامات محلی برای آنان آرزوی موفقیت و سفری خوش می‌کردند. بسیاری از این ساده‌دلان هم که نمی‌دانستند چه بر سر دیگران آمده و چه بر سر خودشان خواهد آمد به امید آن‌که اگر زادگاه و سرزمین مادری خود را به اجبار ترک می‌کنند، جای دیگری را اگرچه سالیان دراز طول بکشد، آباد خواهند کرد.»
«علیرغم ادعای مقامات تُرک عثمانی، که ارمنیان را به جنگ مسلحانه علیه عثمانی متهم می‌کردند، ارمنیان برای دفاع از خود فقط در دو مورد امکان مقاومت مسلحانه یافتند. یکی مورد موفقیت‌آمیز انطاکیه که در آن کشاورزان ارمنی به تپه‌ها رفتند و مدت هفت هفته پشت به دریا جنگیدند تا آن‌که تقریباً به طرزی معجزه‌آسا توسط ناوگان فرانسه نجات یافتند و مورد دیگر، عملیات قهرمانانه و در عین حال نومیدانهٔ «شبین قره‌حصار» (شهری واقع در اراضی پشت ساحل)، ترابزون ـ که در آنجا چهار هزار ارمنی با شنیدن خبر تبعید خود اسلحه به دست گرفتند و از اواسط ماه مه تا آغاز ژوئیه با سربازان عثمانی به زد و خورد پرداختند. در برابر این مقاومت، عثمانی‌ها به اعزام افراد و مهمات پرداختند و شهر را با آتش توپخانه تصرف کردند.»

### علی کمال بیک
علی کمال بیک، وزیر داخلی عثمانی در سال ۱۹۲۰.
«واقعیتی محرز است که قتل‌عام ارمنیان به دستور کمیتهٔ مرکزی حزب اتحاد و ترقی برنامه‌ریزی شده و به مورد اجرا گذاشته شده‌است، قتل‌عامی که جهان را به لرزه درآورد و در تاریخ، بی‌همتا بود.»

### مولان زاده رفعت
مولان زاده رفعت، از اعضای جداشدهٔ کمیته مرکزی اتحاد و ترقی.
«تبعید و کشتار ارمنیان یک جُرم فوق‌العاده وحشت‌بار و تاسف‌آور سیاسی است. اگر من بتوانم چگونگی عملکرد جنایت‌بار حزب اتحاد و ترقی را بیان کنم بهترین خدمت را به تاریخ انجام داده‌ام.»

### محمد شریف پاشا

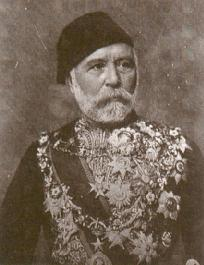
محمد شریف پاشا

نامهٔ ژنرال شریف پاشا از فرماندهان ارشد ارتش عثمانی به هیئت تحریریهٔ ماهنامهٔ «ژورنال دو ژنو» در ۱۹۱۵
«جناب آقای سردبیر اجازه می‌خواهم در تأیید مقالهٔ آن نشریه مورخ نهم همین ماه نگرانی و خشم بی‌کران خود را نسبت به اقدامات کمیتهٔ خون‌آشام اتحاد و ترقی ابراز دارم. اینان اقدامات ددمنشانه و نابخردانه‌ای را مایهٔ مباهات خود می‌دانند که تنها توسط چنگیزخان و تیمور لنگ در تاریخ مشاهده شده‌است.
اگر ملتی وجود دارد که خدمات ارزنده‌ای به همت فعالان دولتی، مقامات سرشناس و افراد با استعداد در زمینهٔ اقتصادی، تجارت، علوم، هنر در ترکیه انجام داده‌اند همان ملت ارمنی است همین ارمنیان بودند که صنعت چاپ، و هنرهای دراماتیک را برای ترکیه به ارمغان آوردند. نقش نویسندگان، شعرا و ادیبان ارمنی انکارناپذیر است.
مگر «اوتیان» ارمنی نبود که با مدحت پاشا در تألیف نخستین قانون اساسی ترکیه همکاری نمود. ارمنیان به‌طور استثنایی و فوق‌العاده سزاوار و مستعد این امر هستند که حاملان تمدن نوین جهانی باشند. آن‌ها دستاوردهای تمدن جدید اروپایی را به‌طور شگفت‌انگیزی کسب کرده‌اند که هیچ ملتی نتوانسته به آن‌ها نائل آید.»

### پاپ بندیکت پانزدهم

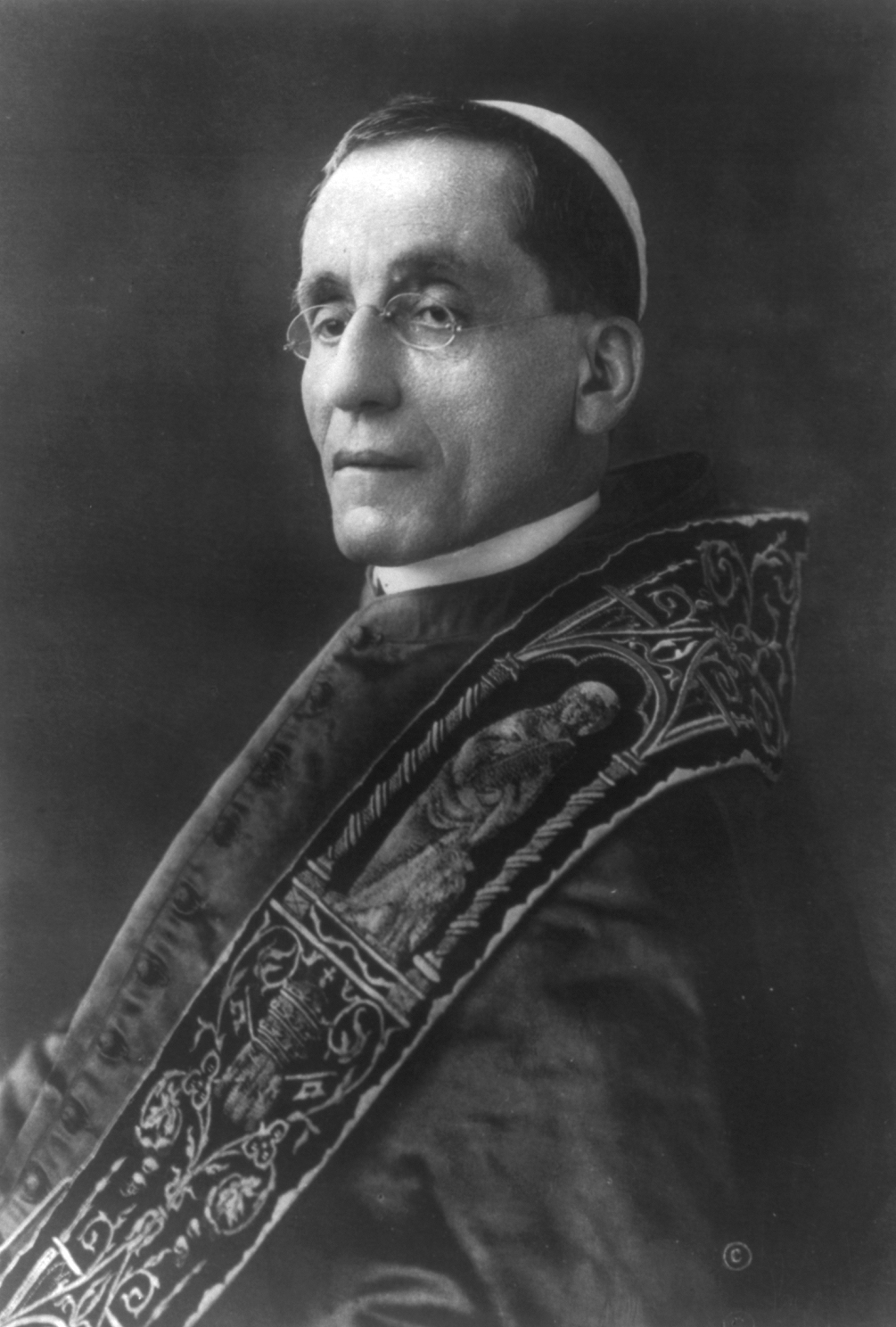
پاپ بندیکت پانزدهم

از واتیکان، پاپ بندیکت پانزدهم ۱۰ سپتامبر ۱۹۱۵، نامه به امپراتوری عثمانی، اعلی‌حضرت محمد پنجم امپراتور عثمانی
«درحالی‌که غم و اندوه به‌خاطر وحشت‌های ناشی از جنگ‌های هولناک که در امپراتوری در حال شکوفایی اعلی‌حضرت با کشورهای بزرگ اروپایی پیش رانده می‌شود، قلب ما را پاره‌پاره می‌کند، انعکاس ناله‌های شدیداً دردمند ملتی که در سرزمین وسیع عثمانی مورد شکنجه‌ها و ایذا و اذیت غیرقابل گفتن قرار گرفته‌اند، از طریق مختلف به گوش ما می‌رسد.
ملت ارمنی قبلاً نیز شاهد به سوی مرگ رفتن فرزندان خود بوده‌است درحالی‌که بسیاری دیگر از آنان به زندان افتاده یا به تبعید فرستاده شده‌اند که در آن میان تعدادی نیز از روحانیان و حتی چند اسقف بوده‌اند؛ و اکنون می‌شنویم که تمامی سکنهٔ روستاها و شهرها وادار به ترک خانه‌های خود شده و در میان درد و رنج سنگین به اردوهای کار اجباری در دوردست‌ها رانده می‌شوند، آن‌جاهایی که علاوه بر رنج و عذاب عمیق، آن‌ها مجبور خواهند بود محرومیت و شکنجه‌های ناشی از گرسنگی را نیز متحمل شوند.
اعلی‌حضرتا ما ایمان داریم که چنین فجایعی علی‌رغم میل دولت اعلی‌حضرت صورت می‌گیرد. به همین علت است که با اطمینان کامل به اعلی‌حضرت روی می‌آوریم و مشتاقانه از او تمنا می‌کنیم که با سخاوت بخشندهٔ خود دلرحمی و شفقت ابراز نموده و جهت حمایت از مردمی که بنا به همان دستورهای دینی که به آن مؤمن، وفادار و مطیع به شخص اعلی‌حضرت هستند پا در میانی کنند. چنان‌چه در زمرهٔ ارمنیان افرادی خائن یا مجرم به جرائم دیگری یافت می‌شود بگذارید آن‌ها محاکمه شوند و طبق قانون خودتان به مجازات برسند؛ ولی اعلی‌حضرت با درک والای خود از عدالت اجازه ندهند که افراد بی‌گناه، محکوم به همان مجازات‌هایی شوند که مجرمین می‌شوند و عفو مطلق والای اعلی‌حضرت حتی بر افراد منحرف نیز فرود آید.
اعلی‌حضرت بیایید پیام صلح و مغفرت را با قدرت و تحکیم ادا کنید و اجازه دهید ملت ارمنی که از اعمال وحشیانه و انتقام‌جویانه در سنگر پناه قرار می‌گیرد نام والای حمایتگر خود را با دعا ذکر کند. با این امید شیرین دعا می‌کنیم که اعلی‌حضرت بهترین آرزوهای ما را که برای امنیت، رونق و سعادت اتباع اعلی‌حضرت داریم خواهند پذیرفت.»

### محمدرضا دبیری
محمدرضا دبیری در یادداشت خود اشاره‌ای دارد به روند شناسایی رسمی نژادکشی ارمنیان از طرف مجلس کشورهای مختلف. آن‌گاه به موضع‌گیری رسمی دولت جمهوری اسلامی ایران پرداخته و می‌نویسد:
«در ایران، در گردهمایی اعتراض‌آمیز ارمنیان تهران در ۱۳ آوریل ۲۰۰۲، علیه تجاوزات اسرائیل بر ضد فلسطینیان سید علی‌اکبر محتشمی‌پور و سید هادی خامنه‌ای ـ دو تن از نمایندگان تهران در مجلس شورای اسلامی ـ در سخنرانی خود به موضوع قتل‌عام ارمنیان نیز اشاره کردند.»
محتشمی‌پور در بخشی از سخنان خود گفت:
«در آغاز قرن بیستم میلادی شاهد قتل‌عام ارمنیان مظلوم در ترکیه بودیم که روح و روان بشریت را در طول هشتاد سال گذشته همواره آزرده و بشریت آن قتل‌عام را محکوم کرده و ما نیز آن را محکوم می‌کنیم.»
سید هادی خامنه‌ای نیز در بخشی از سخنان خود در خصوص قتل‌عام ارمنیان گفت:
«سلسله جنایاتی که از گذشته تا به امروز صورت گرفته در مقطعی نیز شامل حال ارمنیان تحت امر کشور عثمانی بوده که ما با آن‌ها همدردی کرده و می‌کنیم. همه‌ساله صدای عزیزان ما به عنوان اعتراض به این کشتار وحشیانهٔ عثمانی‌ها شنیده می‌شود.»

### سید محمدحسن ابوترابی‌فرد
«افتخار دارم در جمع همکاران خود در خانهٔ ملت در خاطرهٔ دردناک کشتار پیروان عیسی مسیح در خدمت شما هستم و در این سوگ با خواهران و برادران و هم‌وطنان عزیزم شریکم.»
علی بن ابی طالب در نامه به استاندار مصر، مالک اشتر، گفته:
«مردم به دو گروه تقسیم می‌شوند یا برادران و خواهران دینی تو هستند یا مانند تو انسان هستند و باید با برادران و خواهران دینی و با آحاد افراد جامعهٔ بشری بر اساس محبت، رحمت، عطوفت و گذشت برخورد کرد.»
این پیام شخصیتی است که نویسندهٔ مسیحی هوشمندانه نام او را «صوت العدالهٔ الانسانیهٔ» گذاشت و اعلام کرد که نباید گفت علی بن ابی‌طالب، بلکه باید گفت: (فریاد عدالت در تاریخ).
«متأسفانه قدرت سیاسی نظامی و ثروت اگر با ارزش‌های متعالی انسانی و الهی همراه نشود جنایات هولناکی مانند نژادکشی ارمنیان را به همراه خواهد داشت؛ بنابراین، آنچه که می‌تواند قدرت را مهار کند ارزش‌های متعالی دینی است.»
«کسانی که دستشان به خون ارمنیان آلوده شده الان در سوریه و فلسطین دست به قتل‌عام مردم می‌زنند. امروز جنایتکاران با همهٔ توان از رژیم نژادپرست صهیونیستی دفاع می‌کنند و متأسفانه کسانی قدرت را در دست دارند که با انسانیت و عدالت در لفظ و کلام رابطه‌ای ندارند. امیدوارم پیروان ادیان الهی در ایران با وحدت و همدلی دست در دست یکدیگر برای ساختن ایرانی آباد و مبارزه با ظلم در هر جبهه‌ای در یک مسیر گام برداریم.»

### تئودور روزولت

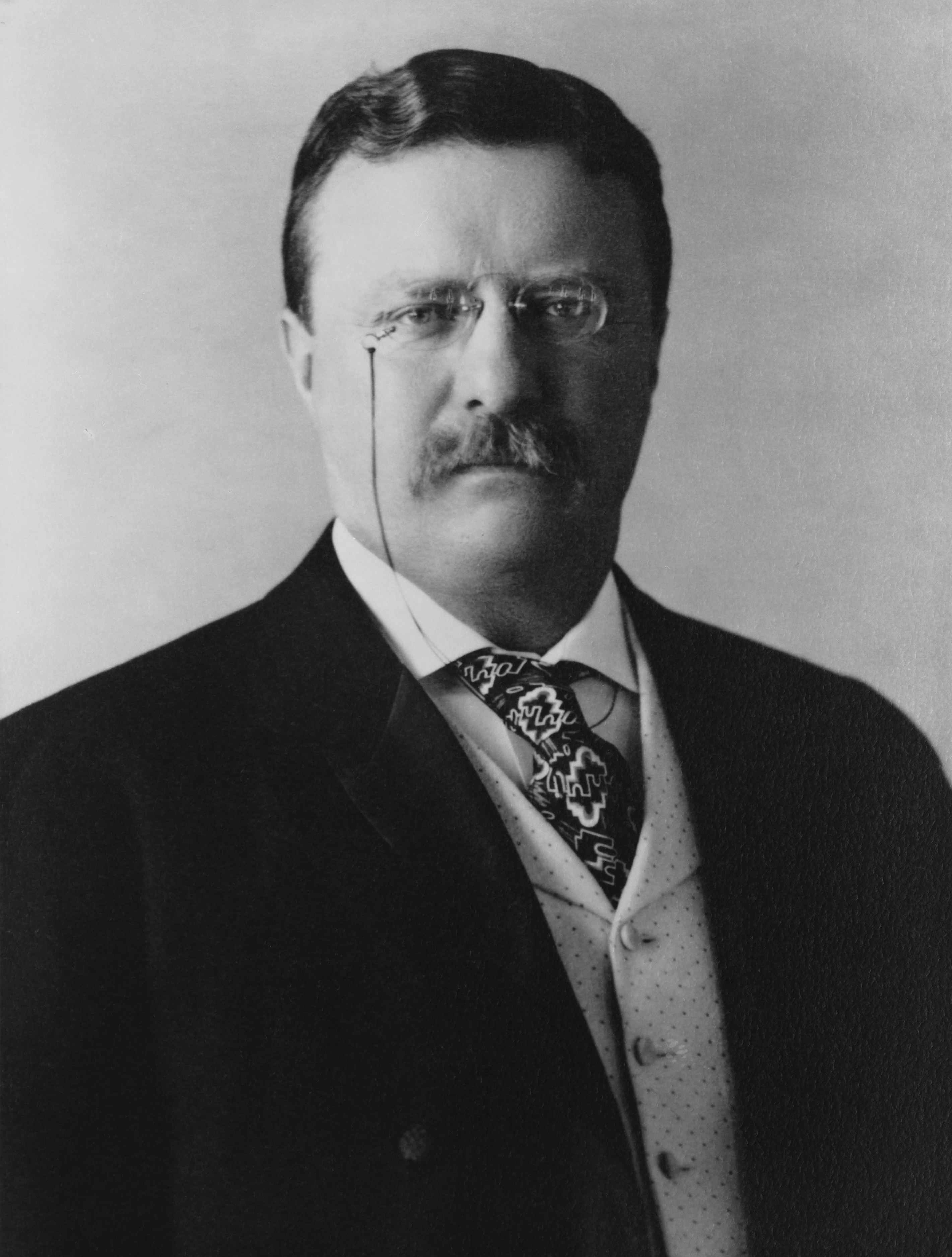
تئودور روزولت

«احساس گناه می‌کنم از ریاکاری نفرت‌انگیزی که ادعا می‌نمایم با ارمنستان و اقوام لگدکوب شدهٔ ترکیه دوست هستیم ولی از جنگ با ترکیه اجتناب می‌کنیم. این اجازه را دهیم که ترکیه ارمنیان را قتل‌عام کند و سپس تقاضای کمک به بازماندگان آنان نمایم و بعد به خود بنازیم که دلیلی برای مساعدت به قربانیان آنان را داشته‌ایم. این سیاست را چرا دنبال نمی‌کنیم که به چنین کشتارهای احمقانه و کراهت‌آور خاتمه دهیم.
وقایع وحشت‌آوری که ارمنیان با آن رودررو شده‌اند یک عمل انجام شده‌است. وقوع آن عمدتاً نتیجه اعمال سیاست صلح‌طلبانهٔ ملت ما در طول چهار سال گذشته‌است. حضور میسیونرهای ما و کوتاهی ما در شرکت در جنگ، ترک‌ها را از کشتار بیش از یک میلیون تن از ارمنیان، و صدها هزار از آشوریان و یونانی‌ها بازنداشت که در آن میان اکثریت بارز با ارمنیان بوده‌است. اعلام جنگ ما در حال حاضر قادر نیست حتی یک صدم صدماتی را که با خودداری ما در شرکت در جنگ در گذشته وارد کرده‌است جبران کند.
و با این کار ما قادر خواهیم بود خدماتی با ارزش پایدار برای آینده ارائه کنیم و در ضمن قدم دیگری در راه اعادهٔ احترام به خود برداریم. ما باید وارد جنگ شویم زیرا خودداری از این کار واقعاً نشان دادن عدم اعتماد به هم‌پیمانان ما و کمکی به آلمان خواهد بود، زیرا کشتار ارمنیان بزرگ‌ترین جرم دوران جنگ بود و کوتاهی در اقدامی علیه ترکیه به معنی عفو و چشم‌پوشی از آن است، زیرا کوتاهی در برخوردی اساسی علیه اقدامات وحش‌آور ترکیه به معنی این است که تمامی تضمینات ما در راه تأمین آینده‌ای صلح‌آمیز برای دنیا شیطنتی فریبکارانه بوده‌است و دیگر این‌که وقتی ما اکنون از وارد جنگ شدن با ترکیه خودداری کنیم نشان خواهیم داد که این اعلامیه (امن کردن کردن دنیا برای ایجاد دموکراسی) حرفی مفت و غیرصادقانه است.»

### وینستون چرچیل

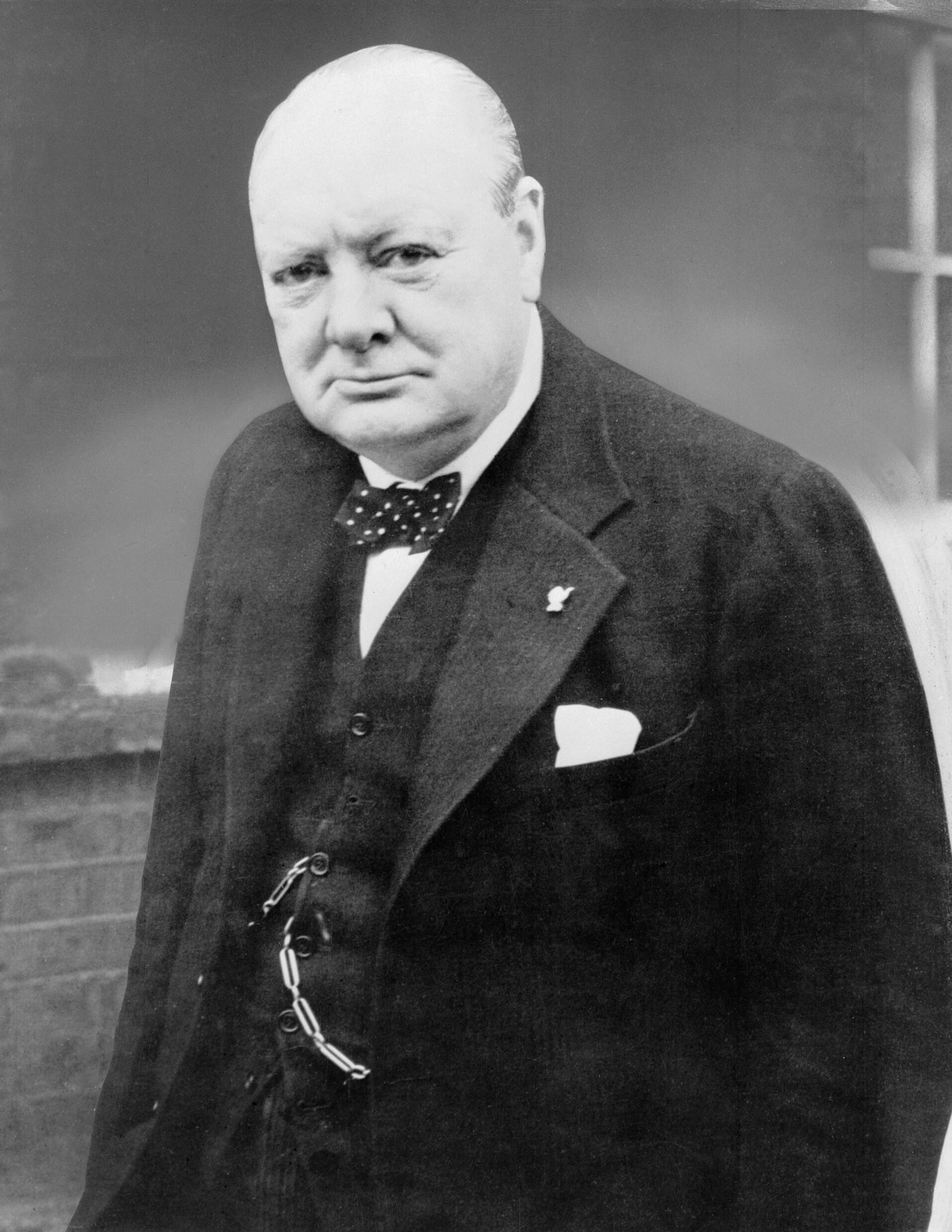
وینستون چرچیل

«در سال ۱۹۱۵ دولت ترکیه دست به کار کشتار جمعی و آواره‌سازی شرم‌آور ارمنیان آسیای صغیر شد و با قساوت تمام طرح خود را از پیش برد، پاکسازی این قوم از سرزمین‌های آسیای صغیر را می‌توان با توجه به مقیاس وسیع آن کامل توصیف کرد. تصور می‌شود شمار بیش از یک میلیون تن از ارمنیان، مشمول این کشتارها شده باشند که بیشتر از نیمی از آن‌ها جان خود را از دست دادند. در این‌که این جرم با اهداف سیاسی خاص برنامه‌ریزی شده و به اجرا درآمده‌است، هیچ شکی نیست. فرصت پیش آمده مناسب پاکسازی خاک ترکیه از یک نژاد مسیحی بود.
ملت ارمنی در شرایطی از جنگ جهانی نابود، پراکنده شده، و منهدم شد که در نتیجهٔ این کشتارها، تحمل صدمات ناشی از نتایج جنگ و آواره‌سازی‌های اجباری که به عنوان روشی آسان برای تحقق این کشتارها به کار گرفته شده بود، حداقل یک سوم از شمار افراد خود را از دست داد. از یک جامعهٔ دو و نیم میلیونی سه چهارم آن، یعنی بیش از یک میلیون مرد، زن و کودک به هلاکت رسیدند؛ ولی قطعاً هدف این بود.»

### رونالد ریگان
«قتل‌عام ارمنیان و نسل‌کشی کامبوج که پس از آن روی داد درس‌های نسل‌کشی است که هرگز نباید فراموش شود.»

### بیل کلینتون
۲۴ آوریل ۱۹۹۶ پیام ریاست‌جمهوری روز یادبود ارمنیان:
«هشتاد و یک سال پیش در چنین روزی در شهر کنستانتینوپل بیش از دویست تن از رهبران سیاسی، اجتماعی و فرهنگی ارمنیان دستگیر شده و بعد از تبعید محکوم به مرگ شدند. آن روز سرآغاز یکی از سیاه‌ترین لحظات این قرن است. در این روز غم‌انگیز، من خود را با ارمنیان سراسر جهان در گرامیداشت یاد آواره‌سازی‌ها و کشتارهای بی‌منطق یک و نیم میلیون تن بین سال‌های ۱۹۱۵ تا ۱۹۲۳ که در امپراتوری عثمانی صورت گرفت، همراه و همدل می‌دانم. بسیار مایهٔ اندوه است که قرن ما مکرراً شاهد قساوت پوچ انسان به همنوع خود بوده‌است. همراه هم در فقدان وحشتناک این خیل عظیم افراد بی‌گناه عزاداری می‌کنیم.»

### پاپ فرانسیس

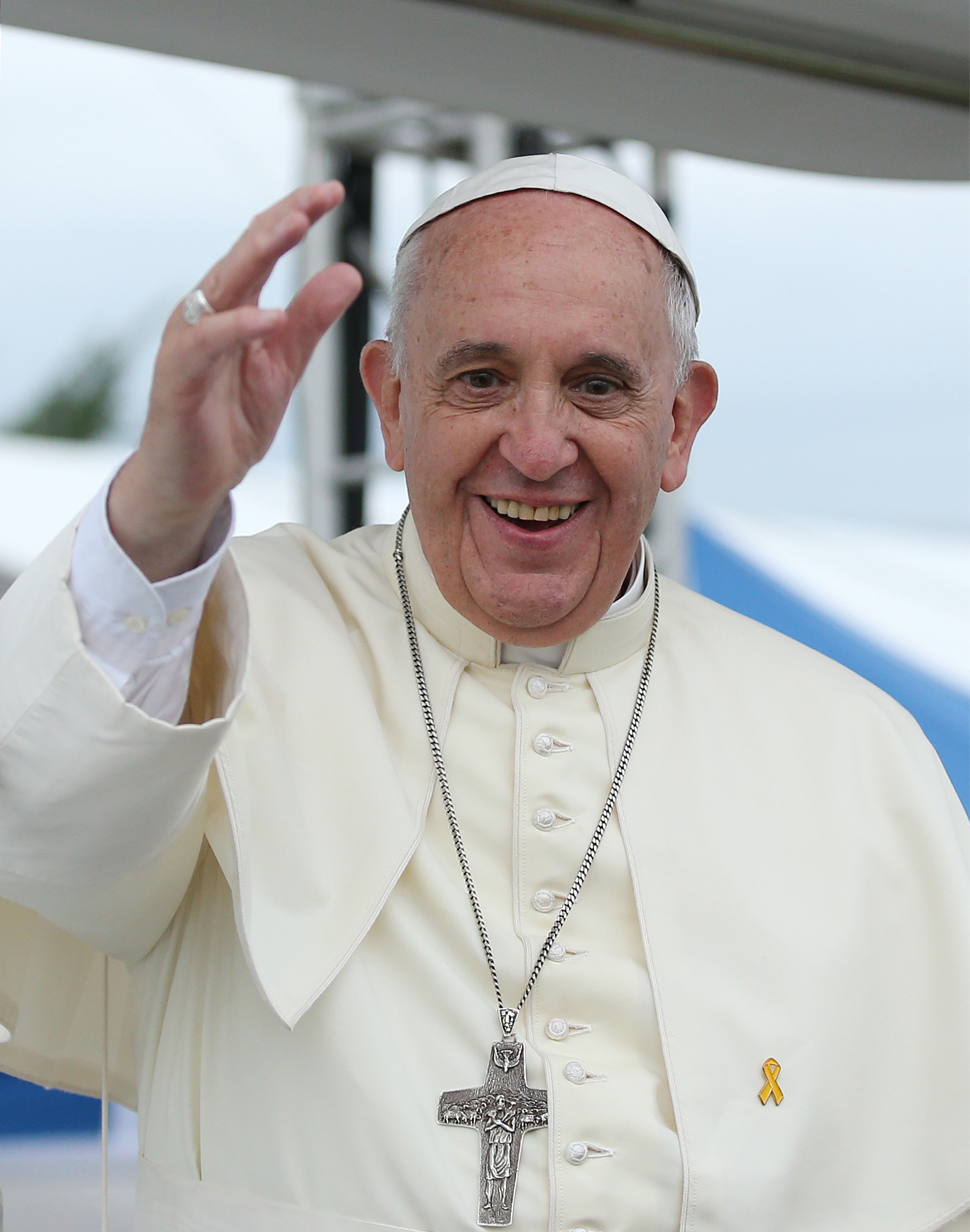
پاپ فرانسیس

پاپ فرانسیس رهبر کاتولیک‌های جهان در آوریل ۲۰۱۵ میلادی؛ و در جریان مراسمی که در واتیکان برای یکصدمین سالگرد این کشتار برگزار کرده بود گفت:
«نسل‌کشی ارمنی‌ها اولین تراژدی قرن بیستم است و مذهب وظیفه دارد یاد مردان، زنان، کودکان، و افرادی را که بدون هرگونه منطقی به قتل رسیدند، گرامی بدارد.»

### یوآخیم گاوک

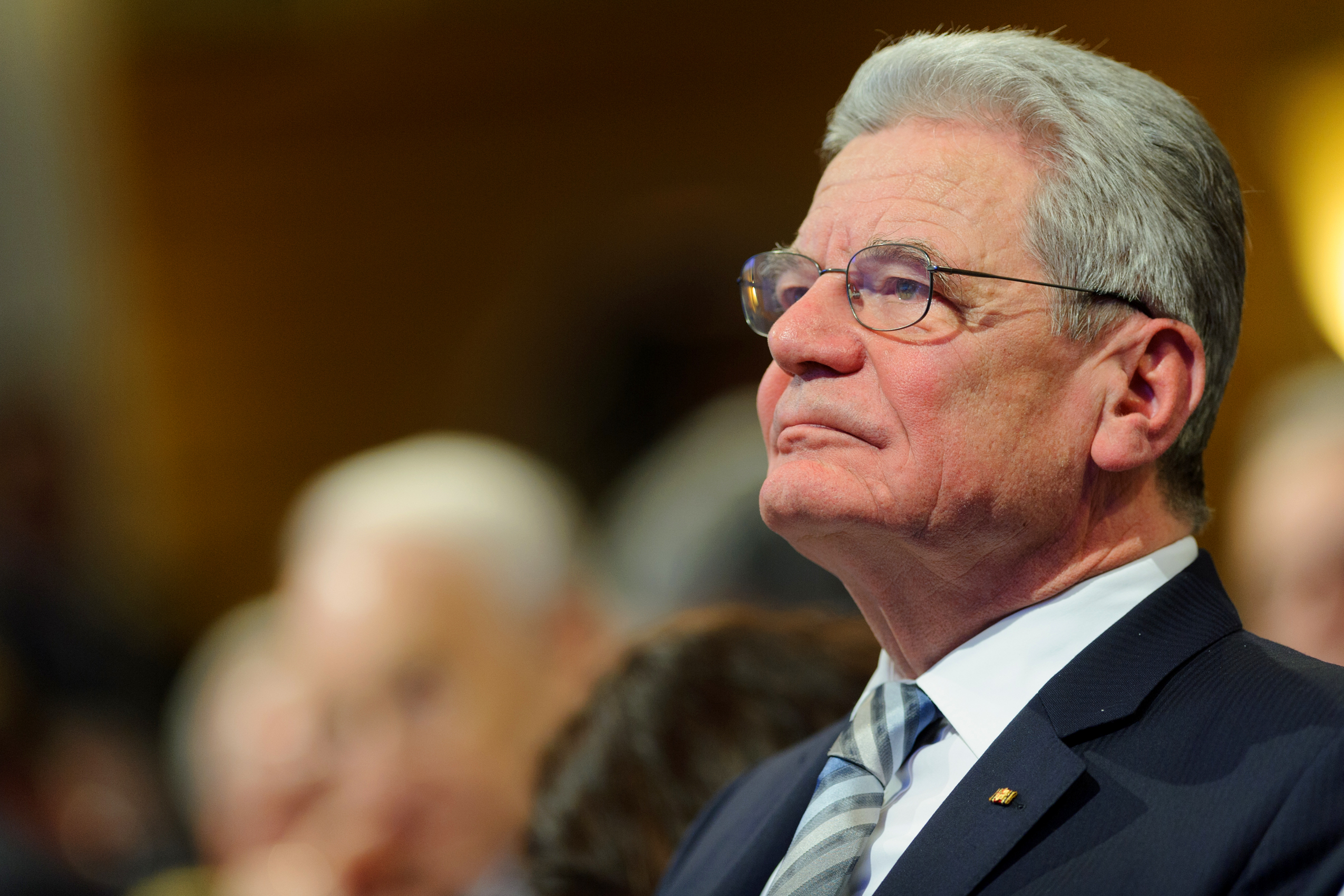
یوآخیم گاوک

یوآخیم گاوک رئیس‌جمهور آلمان در روز ۲۳ آوریل ۲۰۱۵م؛ که در مراسم یادبود نسل‌کشی ارمنی‌ها در شهر برلین شرکت کرده بود در سخنانی گفت:
«با توجه به نسل‌کشی ارمنی‌ها ما باید در قبال مسؤولیت مشترک مان و احتمال تقسیم این گناه با یکدیگر مصالحه کنیم.»

### فرانسوا میتران
«نمی‌توان مصیبت نژادکشی را که گریبان‌گیر شما بوده از خاطر زدود. این واقعه بایستی در حافظهٔ بشریت ثبت شود و این جانبازی باید در حکم درسی باشد برای نسل جوان. این در عین حال درسی است از میل به بقا و ادامهٔ حیات تا هر کس در آینده‌های دور بداند که این ملت متعلق به گذشته نیست بلکه بخشی از زمان حال است و دارای آینده‌ای روشن.»

### الی ویزل
«طلعت پاشا و اسماعیل انور در پی پاکسازی ارمنیان ساکن امپراتوری عثمانی بودند. کشتاری سبعانه در ارمنستان اولین نژادکشی قرن بیستم، بی‌رحمی خونسرد و حساب‌شدهٔ نظریه‌پردازان قتل‌عام، توطئهٔ آزمندی و تشنه به خونی قاتلان فناتیک، روح آمادهٔ جانبازی قربانیان جهان در حال جنگ است اما در میان این جنگ، جنگ دیگری میان یک قدرت بزرگ و یک اقلیت ستم‌کشیدهٔ محکوم و تحت فشار جریان دارد. آواره‌سازی‌ها طی مهاجرت‌های اجباری، اِعمال فشارهای بی‌حد و کشتارهای انبوه هدفمند در جهت پایان دادن کامل به موجودیت یک ملت بود.»

### اسقفدزموند توتو

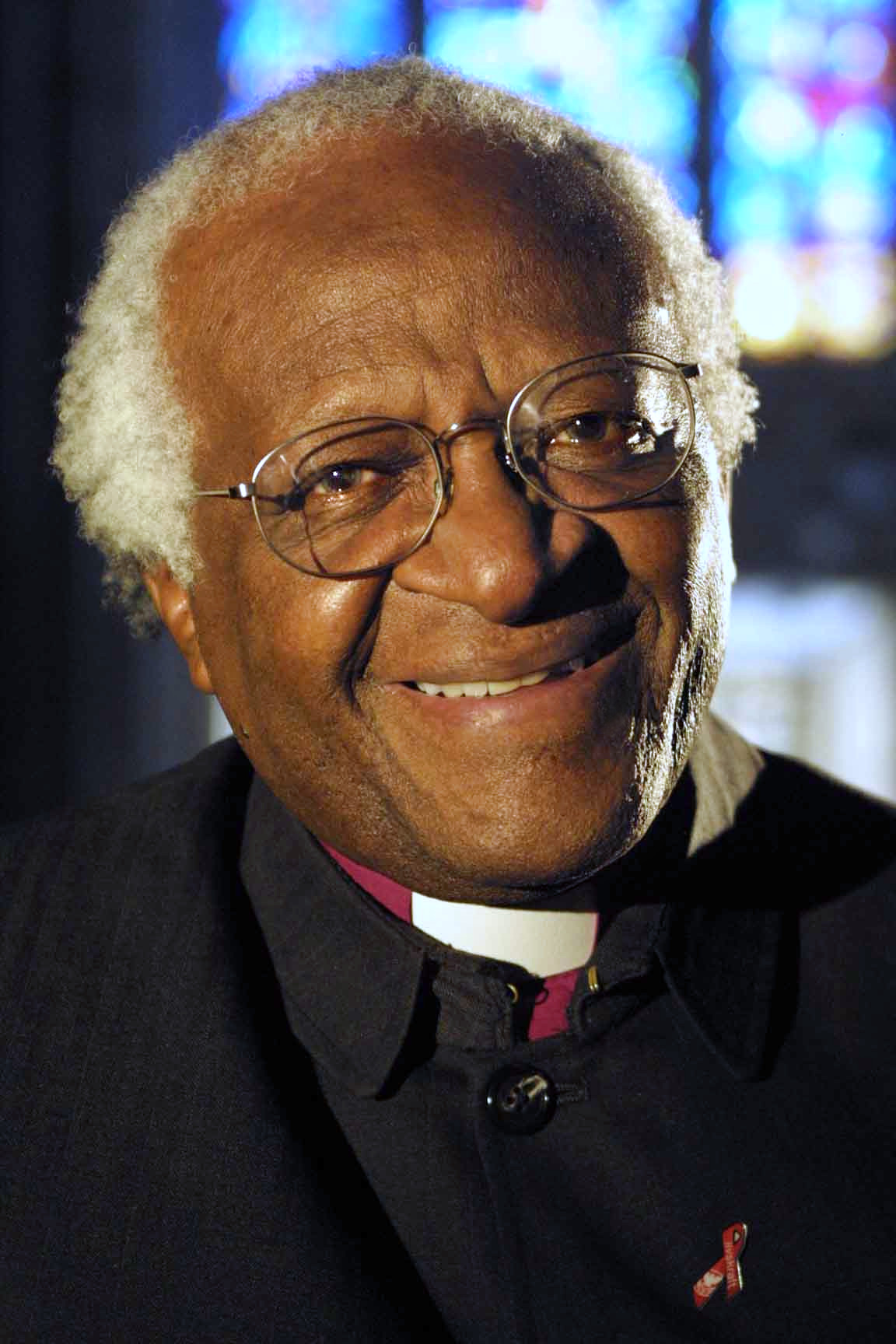
دزموند توتو

این نکته که فردی بدبینانه به آن اشاره کرده‌است:
«تاریخ به ما می‌آموزد که ما از تاریخ هیچ نمی‌آموزیم»
«حقیقت غم‌انگیزی در خود دارد. به علاوه امکان دارد که اگر دنیا از نژادکشی ترک‌های عثمانی نسبت به ارمنیان این اولین نژادکشی قرن بیستم آگاهی داشت شاید بشریت نسبت به علائمی که سرآغاز دیوانگی لجام‌گسیختهٔ آدولف هیتلر به جهانیان ناباور بود هشیارانه عمل می‌کرد.»

### عبدالقادر قدوره
«در دیدار از موزه و بنای یادبود نژادکشی که ملت ارمنی در سال ۱۹۱۵ متحمل آن گردید، ما با شگفتی و احترام کامل در مقابل قهرمانانی که با جرئت و شهامت با مرگ روبه‌رو شدند، ایستادیم. فرزندان و نوادگان آن‌ها نیز راهشان را در پیش گرفتند تا شهامت و تلاششان را جاودانه گردانند.
ما با احترام فراوان در برابر یاد این شهدای ملت ارمنی دوستان خود سر تعظیم فرود می‌آوریم و به قدرت آن‌ها در دستیابی به قاطعیت و پیروزی درود می‌فرستیم. ما به اتفاق هم تلاش خواهیم کرد تا یک، ابناء بشر را از تعارض و ستم برهانیم.»

### مارتین نیپاژ
«هنگامی که در باشگاه آلمانی در حلب بودم، کنسول آلمان که از شهر موصل می‌آمد، تعریف می‌کرد در جادهٔ موصل تا حلب دست‌های قطع‌شدهٔ کودکان را دیده‌است و تعداد آن‌ها به قدری زیاد بود که می‌توانستند جاده را با آن‌ها فرش کنند.»

### تانر آکچام

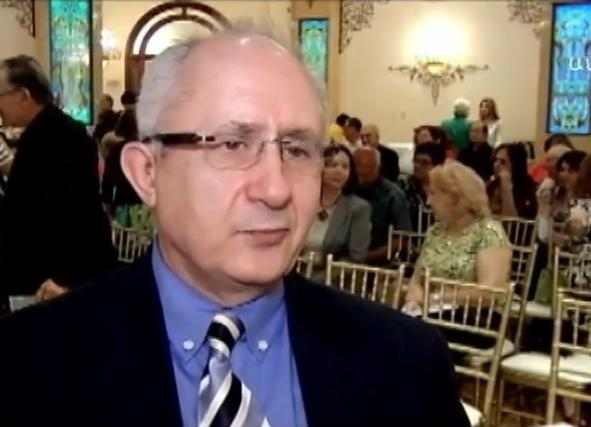
تانر آکچام

«چرا ما ترک‌ها به انکار نژادکشی ارمنیان ادامه می‌دهیم یا به عبارتی دیگر، چرا ما ترک‌ها هربار که سخن از نژادکشی ارمنیان پیش می‌آید استخوان‌هایمان به لرزه می‌افتد؟
از ۱۹۹۰م تاکنون بیش از بیست سال به بررسی موضوع نژادکشی ارمنیان پرداخته‌ام و پیوسته، بارها و بارها، این سؤال را از خود پرسیده و سعی کرده‌ام پاسخی برای آن بیابم. هرچه زمان پیش رفته پاسخ من نیز به این سؤال تغییر کرده‌است.
در ابتدا سعی داشتم مسئلهٔ انکار را در قالب استمرار و تداوم دولتی شرح دهم که از امپراتوری عثمانی تا جمهوری ترکیه کماکان ادامه دارد. موضوع را می‌توان دوراهی تبدیل قهرمانان به اراذل نیز نامید. موضوعی بس ساده زیرا که جمهوری ترکیه به دست حزب اتحاد و ترقی، همان طراحان نژادکشی ارمنیان در ۱۹۱۵م، پایه‌گذاری شده‌است. بیشتر بانیان جمهوری ترکیه از اعضای حزب اتحاد و ترقی بودند که در نژادکشی ارمنیان مستقیماً دست داشتند و با تصاحب اموال و دارایی ارمنیان به پول و ثروت رسیده‌اند اما در عین حال، آن‌ها قهرمانان ملی ما بوده‌اند، پدران بانی ملتمان. اگر ترکیه واقعهٔ نژادکشی ارمنیان را بپذیرد، باید قبول کنیم که شماری از قهرمانان ملی و پدران بانی ملتمان قاتل، دزد یا هر دوی آن هستند. دوراهی واقعی همین جاست.»

### عباس مقدم
مقدم در مقالهٔ خود اشاره‌ای دارد به دورهٔ جنگ جهانی اول و فرصتی که ترکان جوان در این بحبوحه برای رسیدن به اهداف خود به دست آوردند. وی می‌نویسد:
«طلعت، انور و جمال، سه پاشای ترک، نه تنها رهبری ترکان جوان را در دست گرفته بودند بلکه قدرت اصلی امپراتوری نیز در دست آنان بود. با وارد شدن امپراتوری رو به زوال عثمانی به جنگ جهانی اول جنبش‌های رهایی‌بخش و فروپاشی عثمانی شدت گرفت. ملت‌های تحت سلطهٔ بسیاری به استقلال دست یافتند اما بازندگان اصلی ارمنیان بودند که با برنامه‌ریزی دقیق، به دست ژاندارم‌های عثمانی و کردها و راهزنان و اوباش، قتل‌عام شدند و تعدادی نیز به عراق و سوریه و لبنان رانده شدند.»
«در شرق ترکیهٔ امروز، که یکصد سال پیش توسط خود عثمانی‌ها، ایالت ارمنستان، نامیده می‌شد، کلیساها و حتی گورستان‌های ارمنیان نیز همراه ساکنان ارمنی آن نابود شده‌اند. دیگر هیچ اثری از ارمنستان بر جا نمانده‌است. همچنین در قفقاز، ایالت ارمنی‌نشین نخجوان، که همواره بخشی از ارمنستان بوده، با کشتن و تاراندن ساکنان ارمنی این منطقه ازآنِ جمهوری آذربایجان شده‌است. آنان از سنگ قبر ارمنیان هم نگذشته‌اند و با تخریب دوازده هزار قبر با سنگ قبرهایی منحصربه‌فرد، که متعلق به چند قرن پیش بوده و جزئی از میراث فرهنگی ارمنیان به حساب می‌آمد، هیچ اثری از ارمنی‌نشین بودن آن‌جابه‌جا نگذاشته‌اند.»

### رابرت فیسک
«در یکصدمین سالگرد این کشتارها، تجاوزهای جمعی و کودک‌کشی دو ایدهٔ متفاوت به ذهن من خطور کرده‌است. برای دولت شجاع و قدرتمندی همچون ترکیه که عضو ناتو بوده و خود را اروپایی می‌داند، انکار مستمر این اقدام وحشیانه می‌تواند در حکم دروغی مستوجب مجازات کیفری باشد. بیش از صدها هزار ترک کشف کرده‌اند که اجدادشان ارمنی بوده‌اند، همان زنانی که در کاروان‌های مرگی که از آناتولی به سمت بیابان‌های سوریه راهی شده بودند، ربوده یا به اسارت گرفته شده، مورد تجاوز واقع شده یا مجبور به تغییر دین خود شده‌اند.»

### جفری رابرتسون
«یکصد سال قبل و در شب ۲۴ آوریل حکومت ترکان جوان صدها تن از روشن‌فکران و نویسندگان ارمنی را جمع کرده و همه را در دم کشتند، و این تنها آغاز نسل‌کشی بود که نیمی از جمعیت ارمنیان را نابود ساخت. امروز ترکیه اعتراف می‌کند که آن‌ها تنها ۸۰۰ هزار ارمنی را کشته‌اند اما در حقیقت بیش از یک و نیم میلیون نفر کشته شده‌اند. تقریباً اکثر مردان ارمنی کشته شدند و باقی‌مانده که شامل زنان، کودکان و افراد سالخورده می‌شد به بیابان‌ها راندند، که البته نیمی از آن‌ها نیز دچار حمله، غارت و تجاوز راهزن‌ها و سربازان تُرک قرار گرفتند. از سوی دیگر نیز اموال و دارایی‌های ارمنیان مورد چپاول قرار گرفت از این رو من اصرار دارم که این اعمال نسل‌کشی بوده‌است.»

### استیو جابز

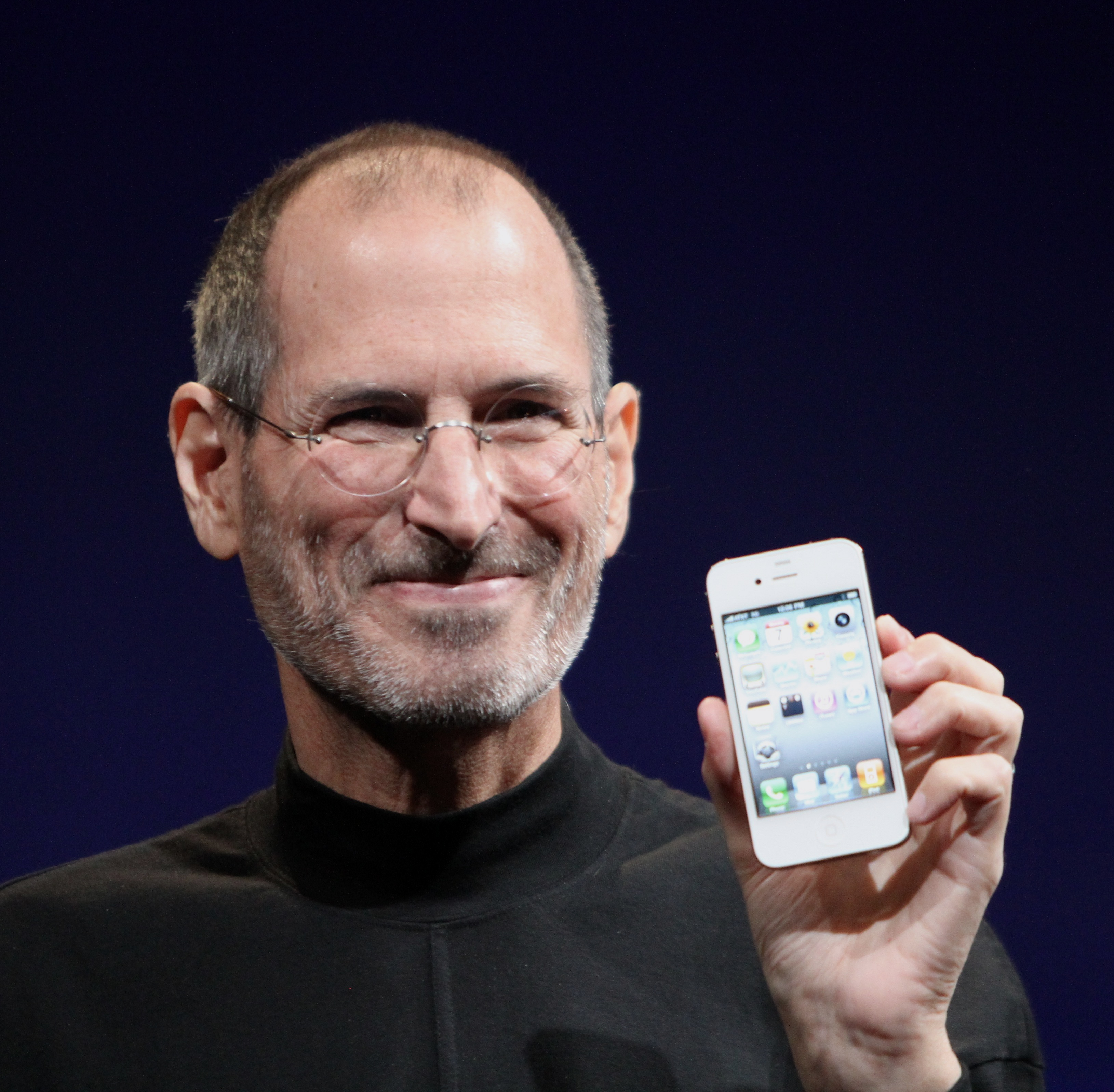
استیو جابز

شما یک و نیم میلیون ارمنی را نسل‌کشی کرده‌اید.
اصیل تونچر مدیر و راهنمای تورهای سیاحتی تُرک مقاله‌ای از ملاقات خود با استیو جابز که برای رونمایی یکی از محصولات شرکت اپل در ترکیه به‌سر می‌برد منتشر کرده‌است. در این مقاله تونچر می‌گوید:
هنگامی که با استیو جابز به نزدیکی کلیسا یا مسجد ایاصوفیه رسیدیم و من در خصوص تاریخ این بنا توضیح می‌دادم، استیو جابز حرف‌های من را قطع کرد و پرسید:
«شما ترک‌ها با آن همه مسیحیان و ارمنیان چکار کرده‌اید؟ تونچر می‌گوید من دنبال لغاتی می‌گشتم که پاسخ وی را بدهم که دوباره پرسید: شما یک و نیم میلیون ارمنی را نسل‌کشی کردید خواهش می‌کنم توضیح دهید چگونه این کار را کرده‌اید؟»
تونچر می‌گوید: «من آن مسائل را انکار کردم و این باعث شد تا استیو جابز بیشتر عصبانی شده و بدون خداحافظی با من آن‌جا را ترک کرده و حتی یک روز قبل‌تر از برنامه از ترکیه برود.»

### هوارد ساچر
با هر معیاری که بخواهیم بسنجیم، به‌طور حتم این بی‌سابقه‌ترین و غیرقابل تصورترین نژادکشی تاریخ معاصر به‌شمار می‌رود. با وجود این حکومت ترک‌های جوان این عمل اخراج ارمنیان از سرزمین اجدادیشان را چیزی جز یک تدبیر دیپلماسی نمی‌دانست که در جهت اجرای این حکم عبدالحمید بود:
«بهترین راه پایان دادن به مسئلهٔ ارمنی، پایان دادن به زندگی خود ارمنیان است.»

### هربرت آ. گیبونز
«از اوایل ماه مه تا ماه اکتبر، حکومت عثمانی با برنامه‌ریزی بسیار دقیق و منظم طرح نابودی ارمنیان را به‌صورت بدترین نوع قتل‌عام دنبال و اجرا کرد. دستورهای تبعید ارمنیان از وطنشان به بین‌النهرین، به تمام حوزه‌های آسیای صغیر فرستاده شد. این دستورها کاملاً روشن و صریح و مفصل بودند. کوچک‌ترین دهکده‌ها نیز از نظر دور نماندند. این خبر به وسیلهٔ جارچی‌ها پخش می‌شد که هر ارمنی، برای ترک محل زندگی خود به مقصدی نامعلوم، باید در ساعتی مشخص آماده می‌شد. حتی برای افراد مسن، بیماران و زنان باردار هم استثنایی در کار نبود.»

### راجر مانول و هاینریش فرانکل
«در سال ۱۹۱۵ م (راه حل نهایی) طراحی گشت. این طرح که امروزه تقریباً به فراموشی سپرده شده‌است، همانا نابودی و ریشه‌کنی عمدی ارمنیان به‌وسیلهٔ ترکان است. مسئلهٔ ارمنی به‌وسیلهٔ تبعید و قتل‌عام حدود ۱٬۷۵۰٬۰۰۰ مرد و زن و کودک ارمنی در ایالات ترکیه حل شد. بیش از یک میلیون تن بر اثر قتل‌عام یا پیاده‌روی‌های اجباری به طرف بیابان‌های سرزمین‌های شرقی ترکیه، یعنی نواحی ای که بعداً سوریه و عراق نام گرفتند، از بین رفتند.»

### آرنولد جی. توینبی
«ظلم و ستم دو جنگ بزرگ قرن، به وسیلهٔ دو نژادکشی (نابودی و ریشه‌کنی افراد عادی) تشدید شد: در جنگ جهانی اول ترک‌ها نسل‌کشی ارمنی‌ها را اجرا کردند و در جنگ جهانی دوم آلمان‌ها نژادکشی یهودیان را اعمال نمودند.»

### آبرام ساچر
«چیزی که برای دنیای متمدن قرن بیستم باقی ماند، اختراع واژهٔ نژادکشی بود که برای شناخت و تشریح اعمالی به کار رفت که برای نابودی برنامه‌ریزی شدهٔ یک ملت انجام شد. در اوایل قرن بیستم ترک‌ها اولین کاربر و مجری این کلمه شدند و نازی‌ها در اواسط همان قرن گسترش و توسعهٔ وحشتناکی به این عمل دادند که حتی سابقهٔ قبلی را تحت‌الشعاع قرار داد.»
«بیش از ۱٬۵۰۰٬۰۰۰ میلیون ارمنی نجیب و متمدن و ساعی و زبردست، تحت پوشش جنگ، به‌طور سازمان‌یافته به قتل رسیدند.»

### هلن فین
«یهودیان، کولیان و ارمنیان، قربانیان نژادکشن۷ی‌های سازمان‌یافته و از پیش طراحی شده‌ای بودند که برای تحقق طرح یک نظام جدید برنامه‌ریزی شده بود.
در هر دو مورد، از وضعیت جنگی آن زمان استفاده شد. وقوع دو جنگ جهانی فرصتی به دست حاکمان وقت داد تا قتل‌عام و ریشه‌کنی ملت‌ها را با راهبرد جنگی در حذف گروه‌هایی از مردم که به ظاهر بیگانگان و دشمنان داخلی تلقی می‌شدند، مطابقت دهند.»

### ایروینگ هوروویتز
«یادبود و ارژیه نهایی امپراتوری عثمانی به همان اندازه مهم و چه بسا منحوس‌تر بود. امپراتوری عثمانی از آغاز قرن تا اضمحلال نهایی آن در سال ۱۹۱۸ م، سیاست و خط مشی نژادکشی ای فراتر از تمام اعصار پیشین را از خود باقی گذاشت.
سرنوشت ارمنیان، نخستین و مهم‌ترین نمونهٔ نژادکشی در قرن بیستم است. اول حقیقت و واقعیت می‌آید و سپس سخن و کلام. ابتدا قتل به وقوع می‌پیوندد و سپس شخصی شرایط قتل را تشریح می‌کند. ابتدا نژادکشی انجام می‌گیرد و سپس زبان به توضیح پدیده گشوده می‌شود.
قتل و ترور ارمنیان توسط تُرک‌ها موردی کاملاً واضح و روشن از نژادکشی پیش از سال ۱۹۴۵ م بود.»

### لئو کوپر
«نژادکشی ارمنیان، نژادکشی فراموش شدهٔ قرن بیستم است که اساساً از سوی ارمنیان یادآوری می‌شود.»

### ایزرائیل چارنی
«سالیان متمادی ترکان خود را وقف از بین بردن و محو و نابودی آثار به جای ماندهٔ نژادکشی ارمنیان نمودند. با کمال تعجب باید گفت که هنوز هم به این کار ادامه می‌دهند. درحالی‌که هر تلاش آن‌ها، تنها حقایق نژادکشی ارمنیان را بیشتر و عمیق‌تر بر صفحات تاریخ حک می‌کند.»